# Biserica medievală din Tărpiu

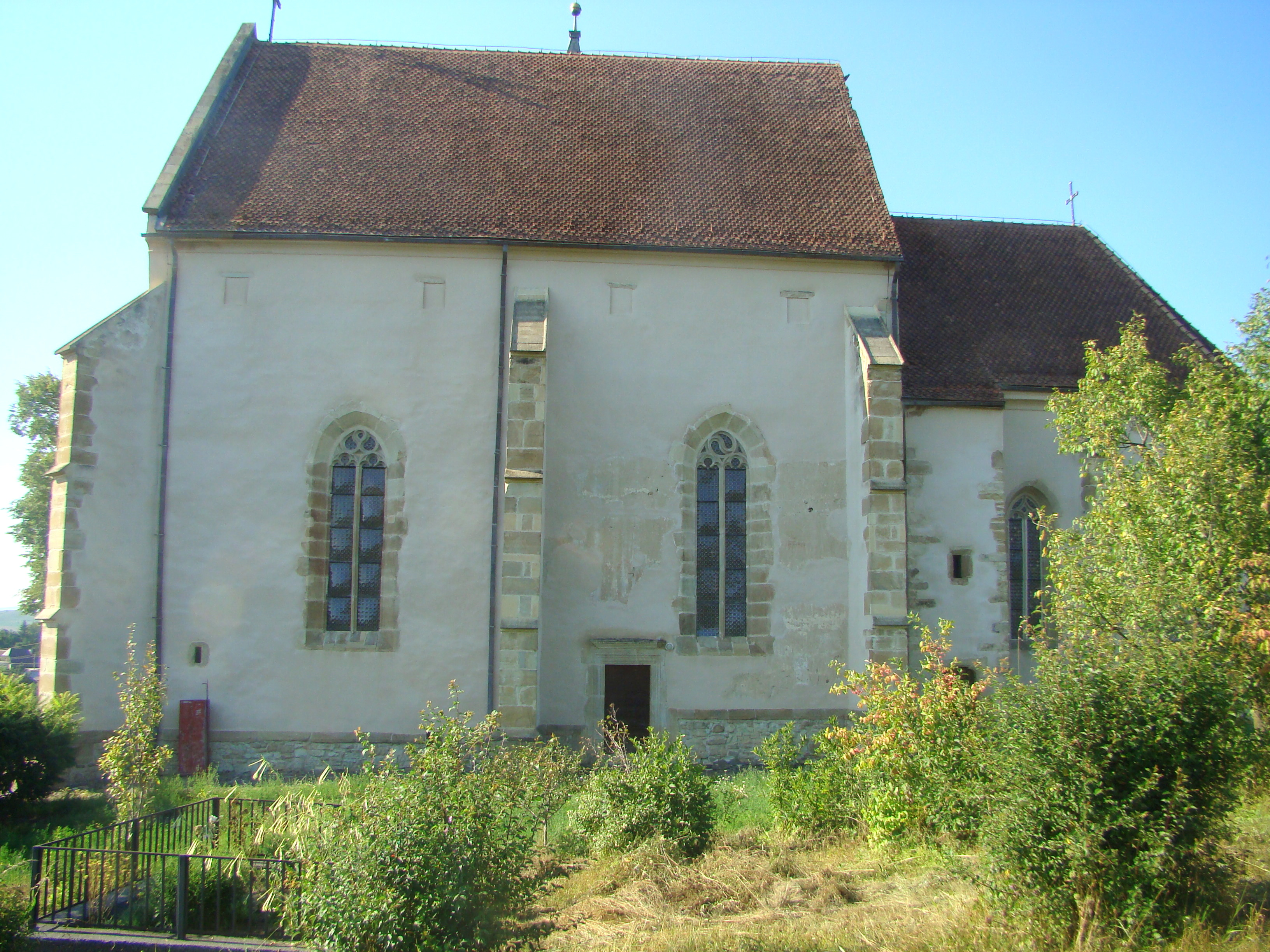
Faţada sudică a navei, cu două ferestre bipartite, cu ancadramente de piatră, încheiate în arc frânt, decorate cu muluri, în spiritul goticului târziu

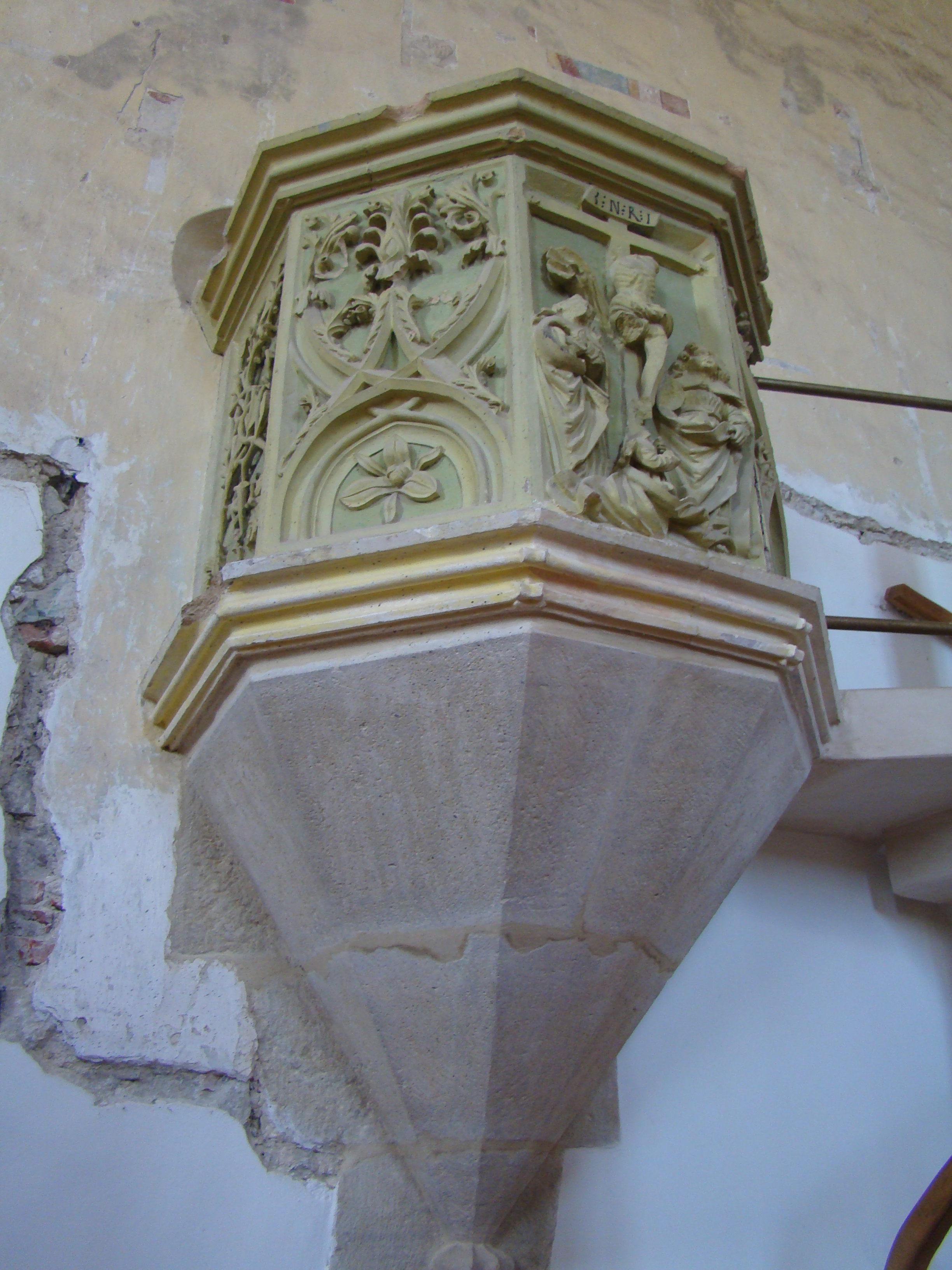
Amvonul gotic din piatră al bisericii (asemănător cu cel de la Biertan din 1524) montat pe latura nordică a navei

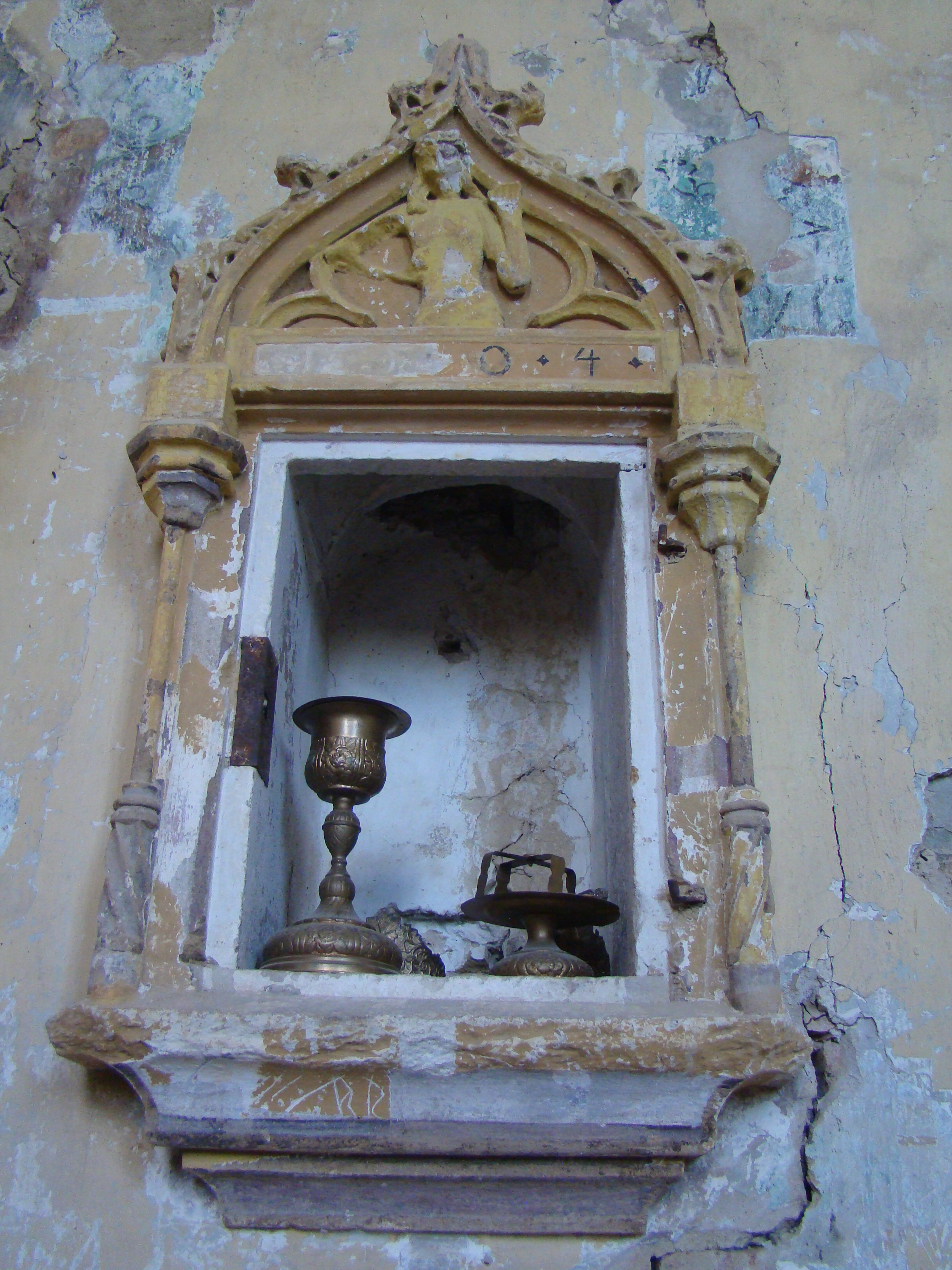
Tabernacolul gotic, aflat pe latura de nord a corului, cu relieful Mântuitorului acoperit cu vopsea după Reforma protestantă.

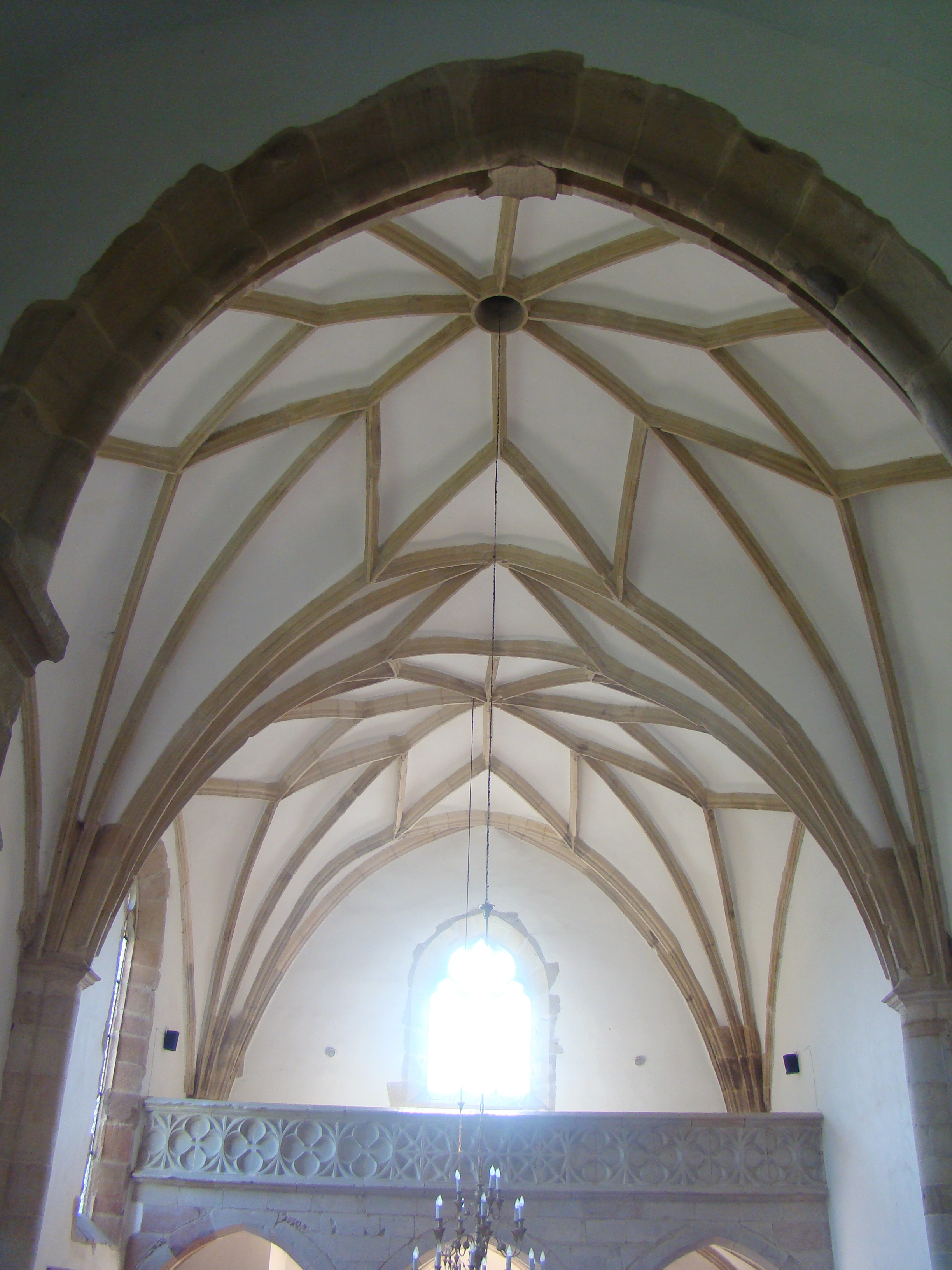
Traveele navei poartă bolţi stelate care coboară pe pilaştri masivi cu semicolonete

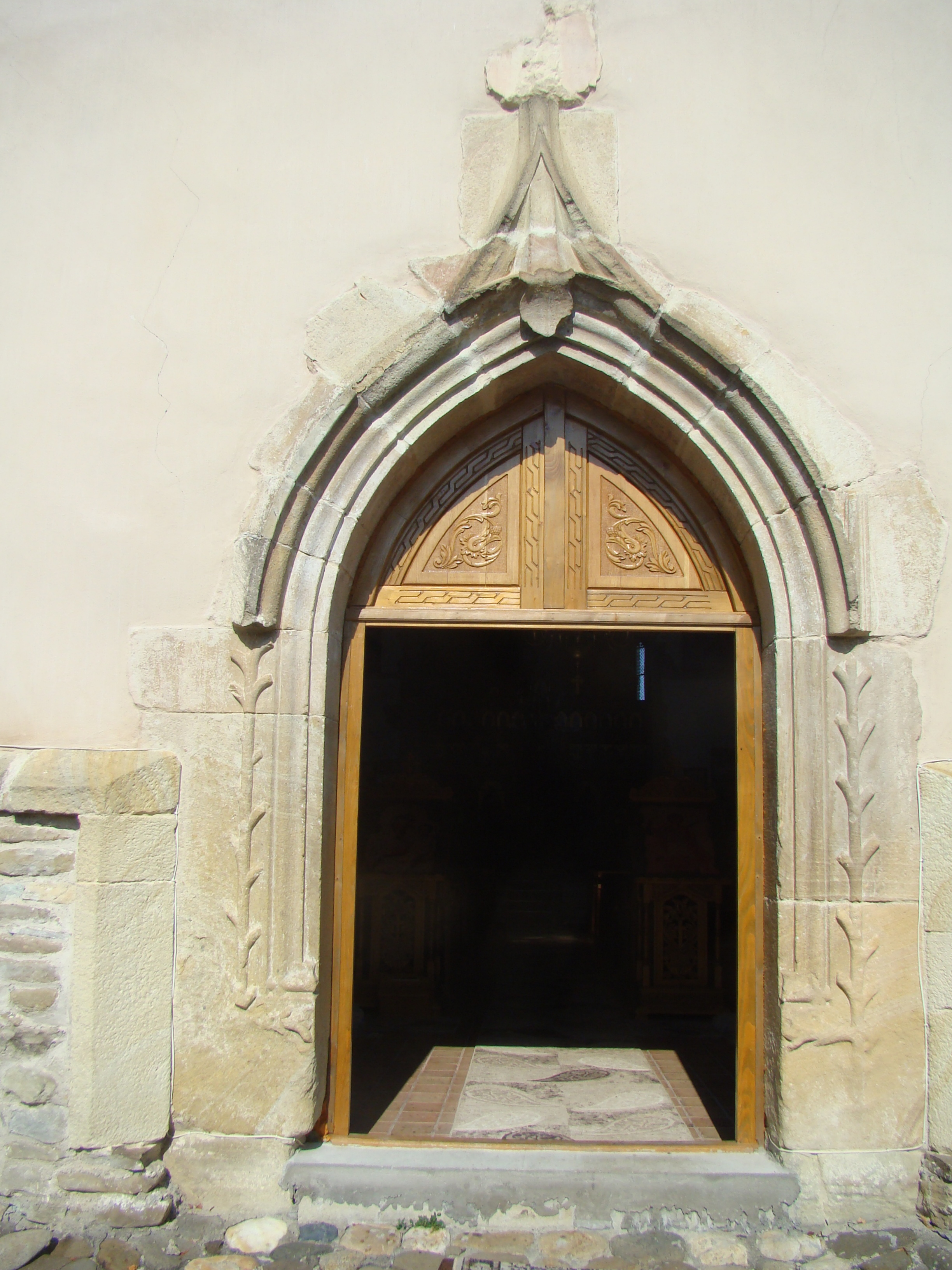
Portalul faţadei vestice cu ancadramentul gotic, încheiat în arc frânt

Biserica medievală din Tărpiu, inițial romano-catolică, apoi evanghelică, în prezent ortodoxă, este un ansamblu de monumente istorice aflat pe teritoriul satului Tărpiu; comuna Dumitra. În Repertoriul Arheologic Național, monumentul apare cu codul 33239.02.
Ansamblul este format din următoarele monumente:
- Biserica medievală, azi biserica ortodoxă „Sf. M. Mc. Gheorghe” (cod LMI BN-II-m-A-01716.01)
- Casă parohială (cod LMI BN-II-m-A-01716.02)
- Turn clopotniță (cod LMI BN-II-m-A-01716.03)
- Zid de incintă (cod LMI BN-II-m-A-01716.04)

## Localitatea
Tărpiu, mai demult Terpiu, Terpiiu, Terptiiu, Tărpiiu, Târpiu, Tărpeni (în dialectul săsesc Träppen, Trappen, Träppn, în germană Treppen, în maghiară Törpény, Szásztörpény) este un sat în comuna Dumitra din județul Bistrița-Năsăud, Transilvania, România. 

## Biserica
Biserica fortificată din Tărpiu se află în centrul satului, pe panta versantului sudic al văii. Ansamblul se compune din biserica de tip sală înconjurată odinioară de o incintă, păstrată doar parțial, având turnul porții pe latura nordică. 
Biserica din Tărpiu este un monument caracteristic tranziției de la stilul gotic la cel din Renaștere.
Construcția bisericii de către sași se plasează între sfârșitul secolului al XIII-lea și primele decenii ale secolului al XVI-lea, ca biserică-hală, fără turnul vestic. Lăcașul din piatră este format din navă și cor lung, decroșat cu absida poligonală, căruia îi sunt alipite sacristia (dinspre nord), respectiv turnul scării (în colțul sud-vestic).
Biserica a fost fortificată cu un zid de incintă, având un turn, similar cu cel de la Biserica fortificată din Lechința.
Forma actuală a fost atinsă în Evul Mediu, când biserica întărită a fost transformată în fortăreață, prin întărirea zidului interior și adăugarea turnului cu poartă din nord, încă parțial în picioare, și turnului de poartă.
Biserica a dispus de o orgă construită în 1904 de Carl Leopold Wegenstein, distrusă în anul 1945.
După exodul sașilor transilvăneni, biserica a fost cumpărată de comunitatea ortodoxă, modificată la interior conform cerințelor cultului ortodox și a primit hramul „Sfântul Mare Mucenic Gheorghe”.

## Imagini din exterior

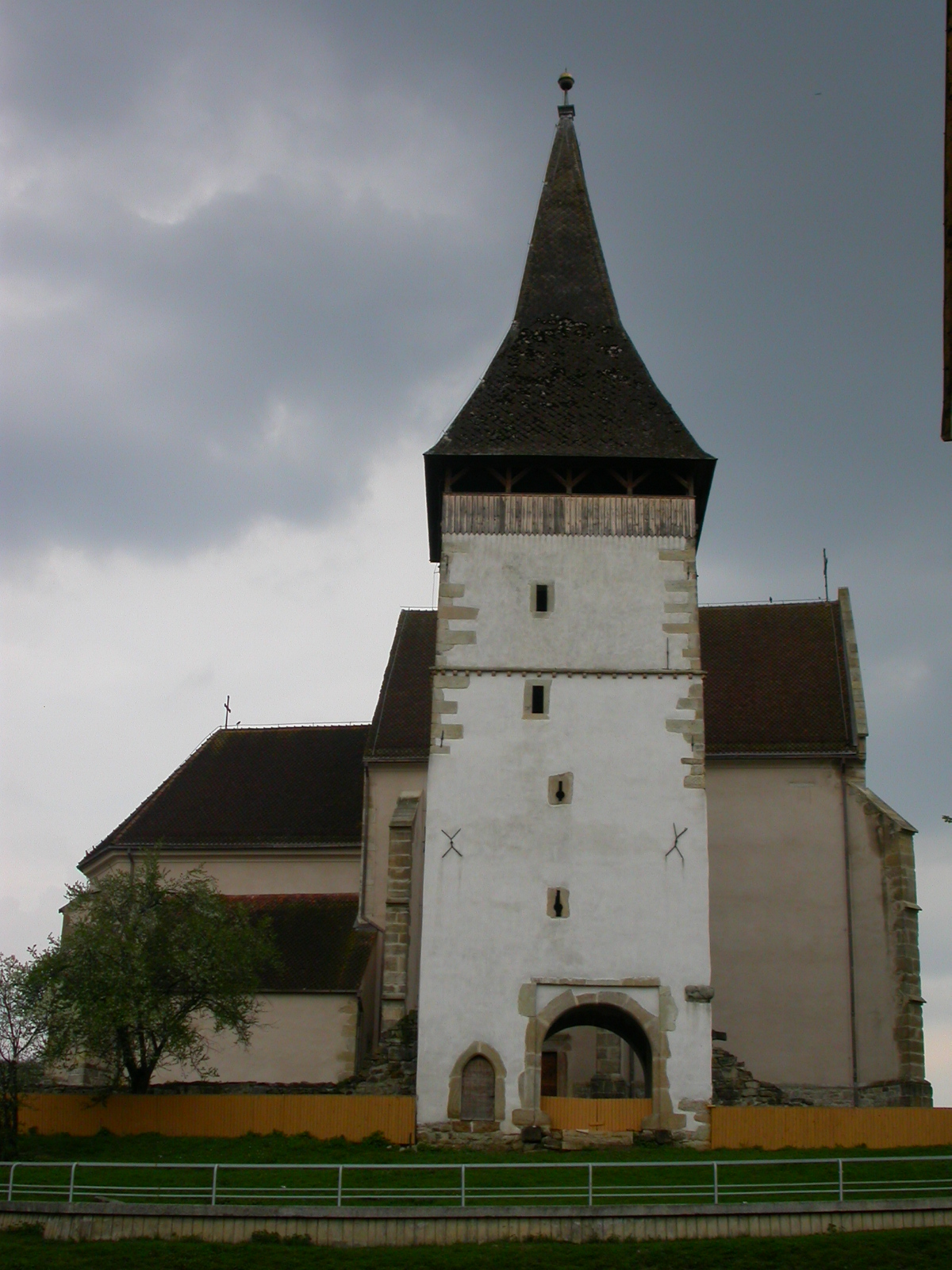
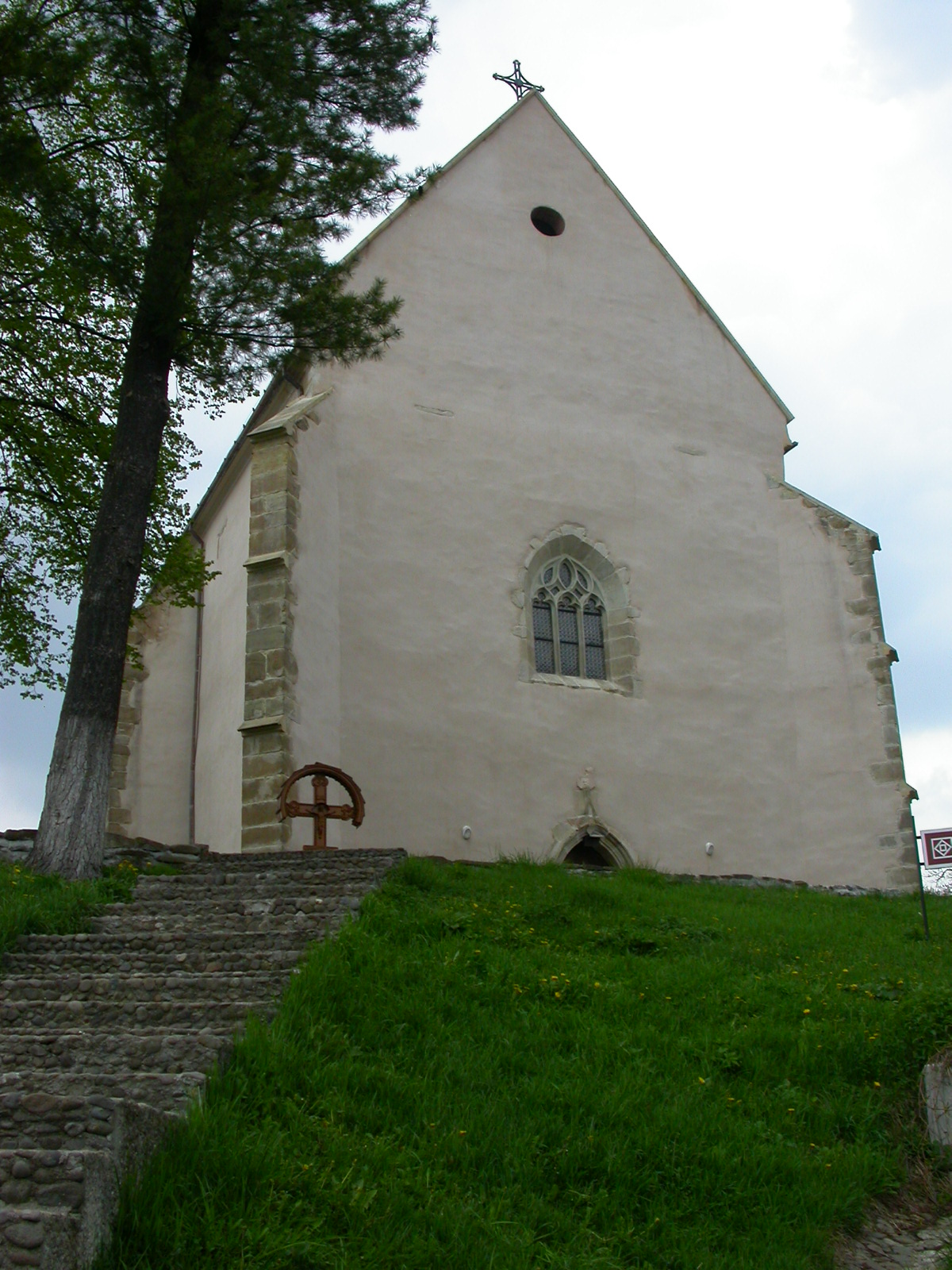
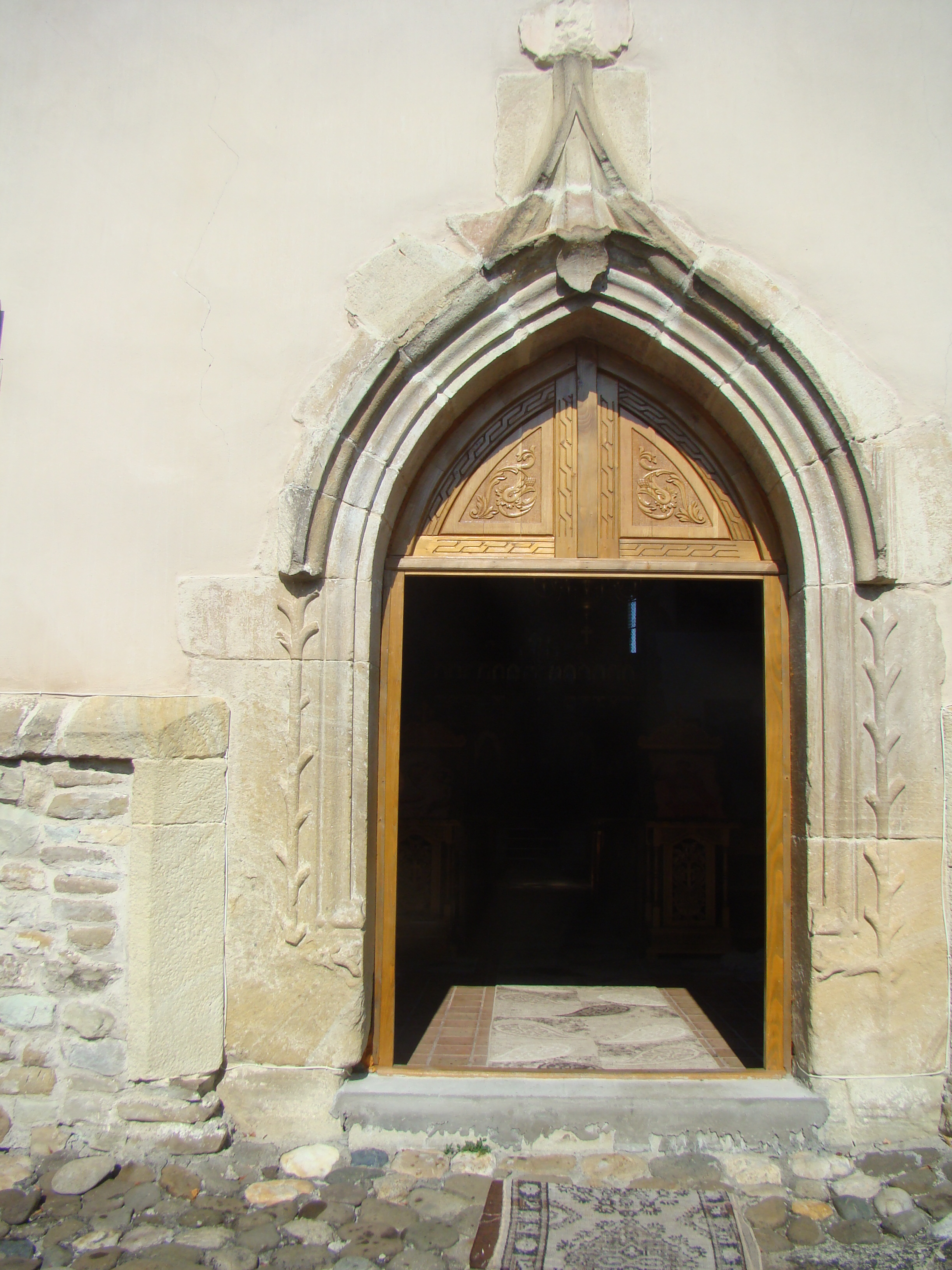
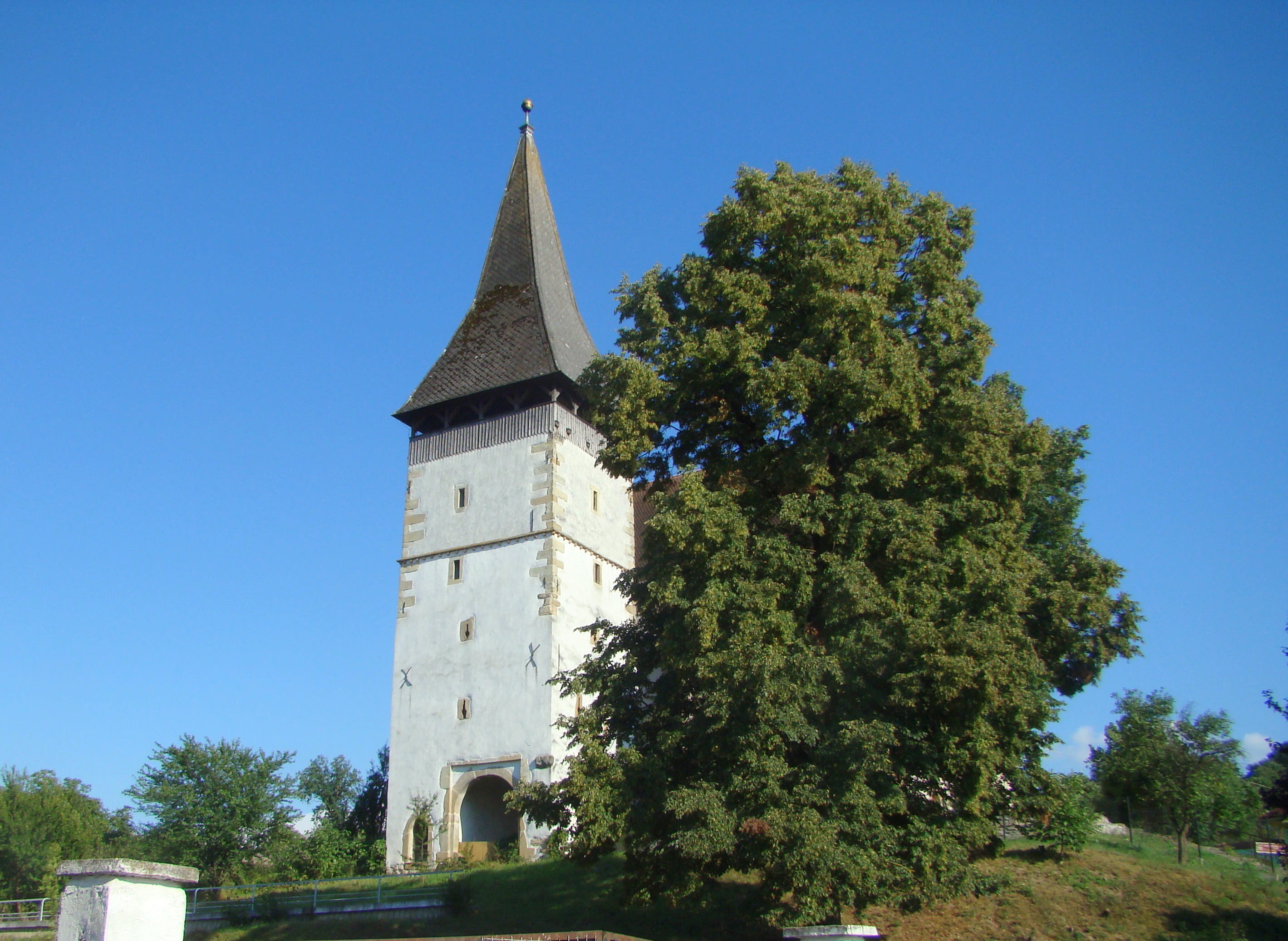
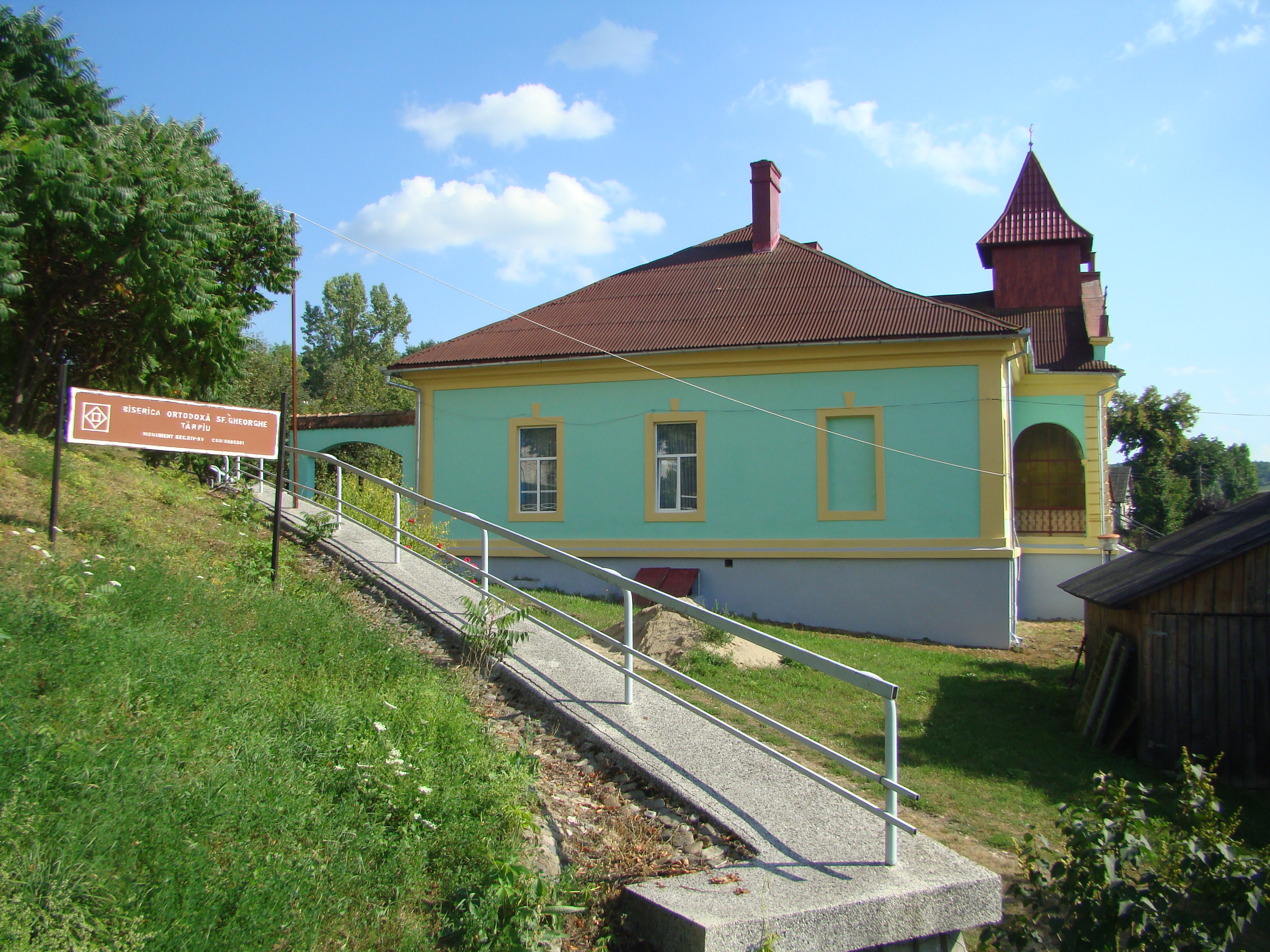
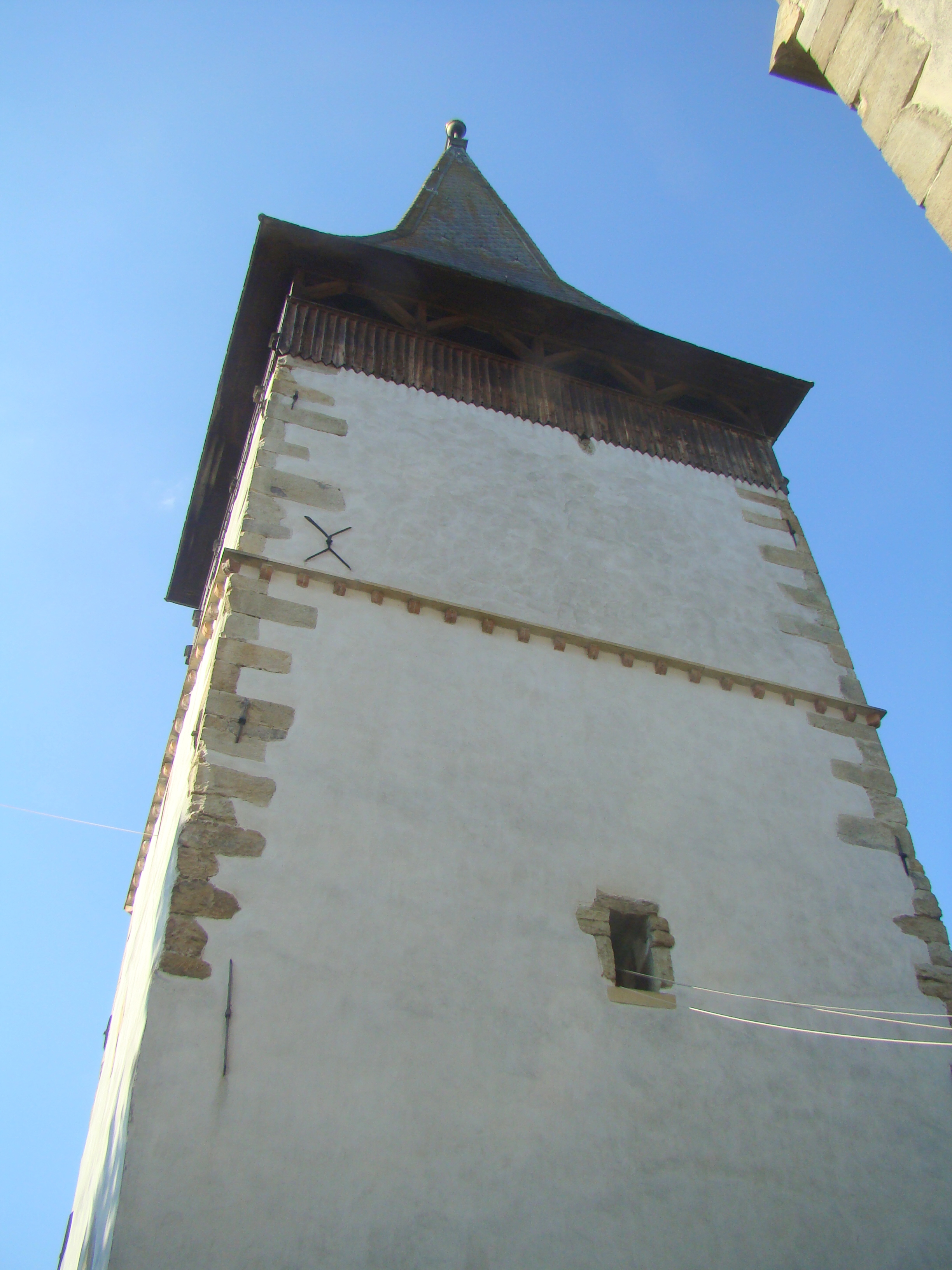
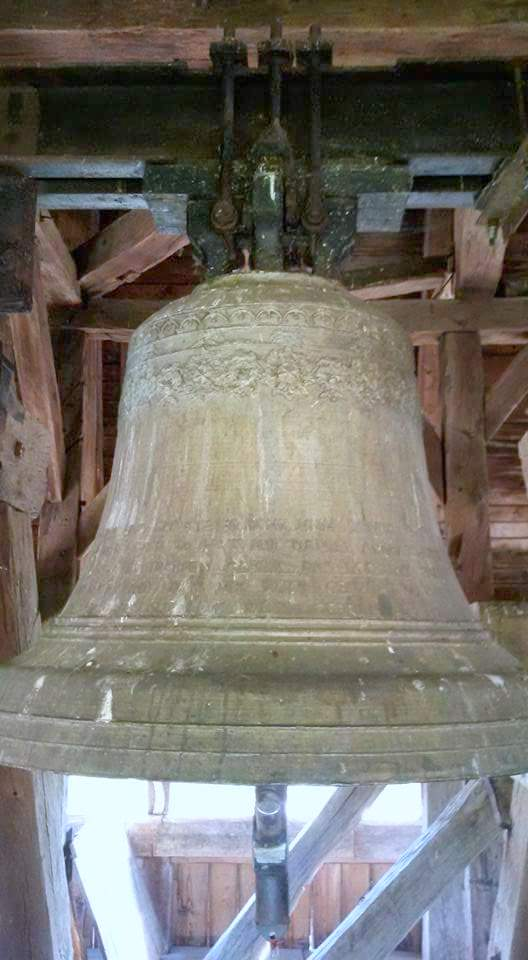
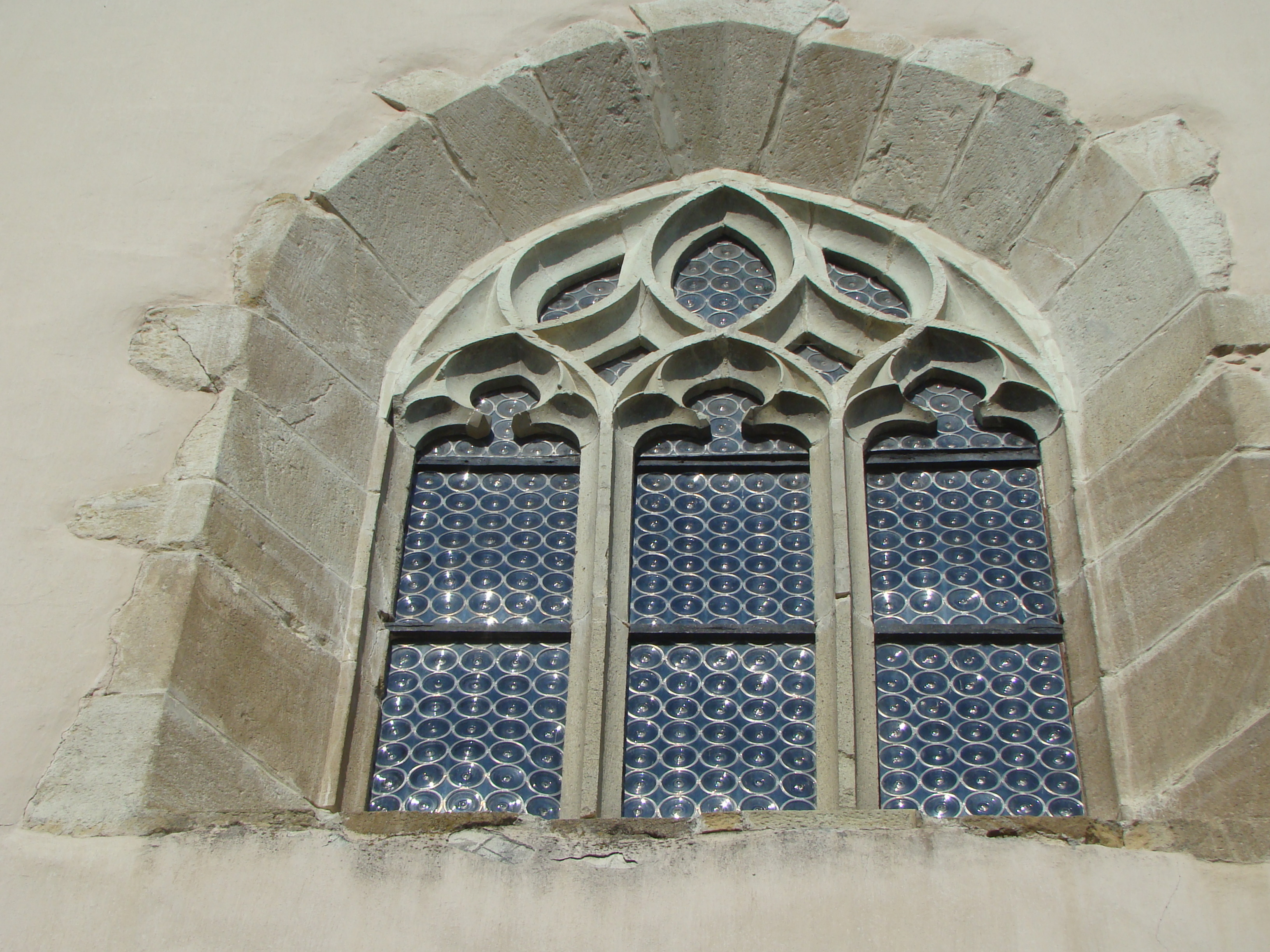
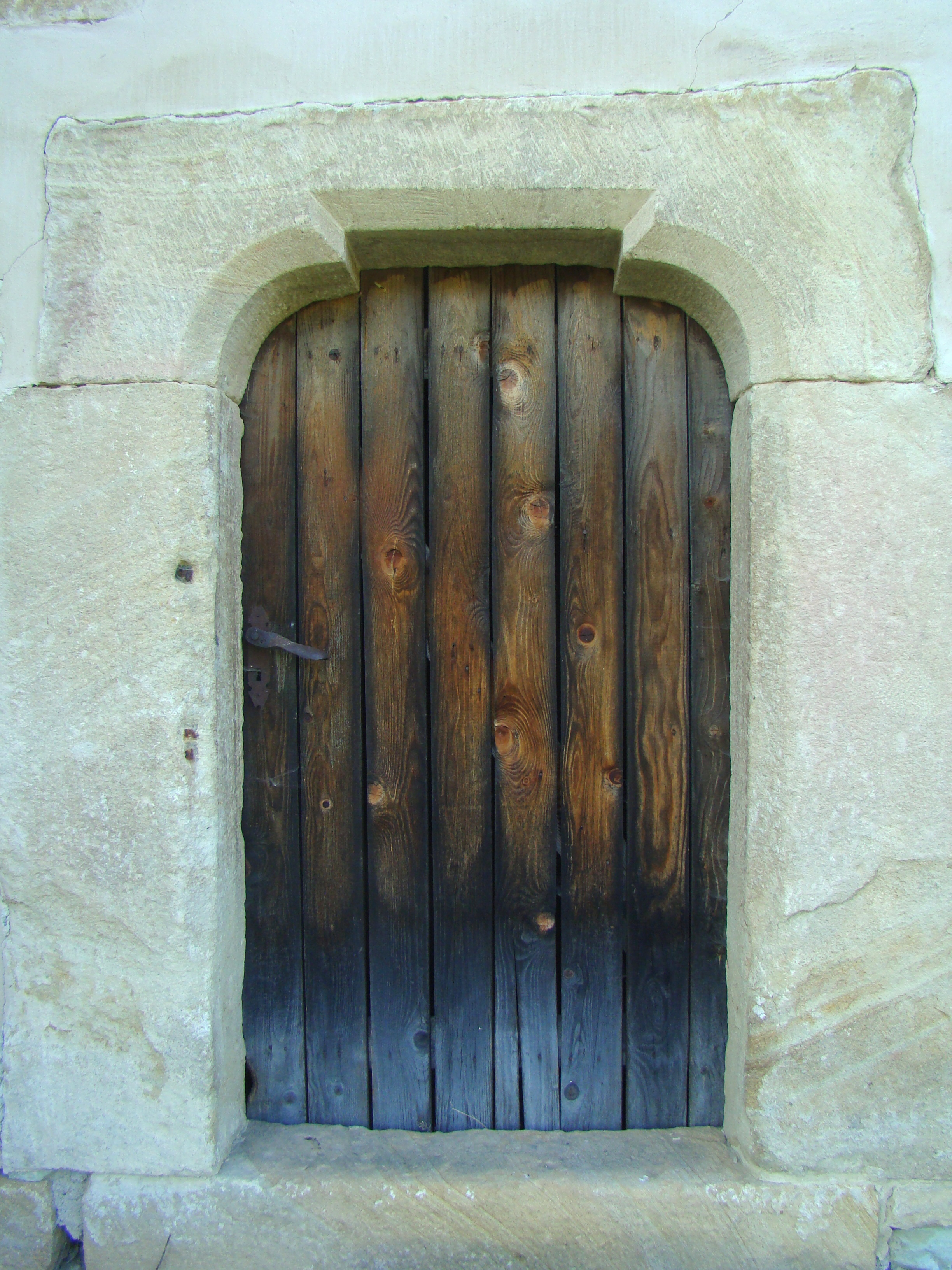
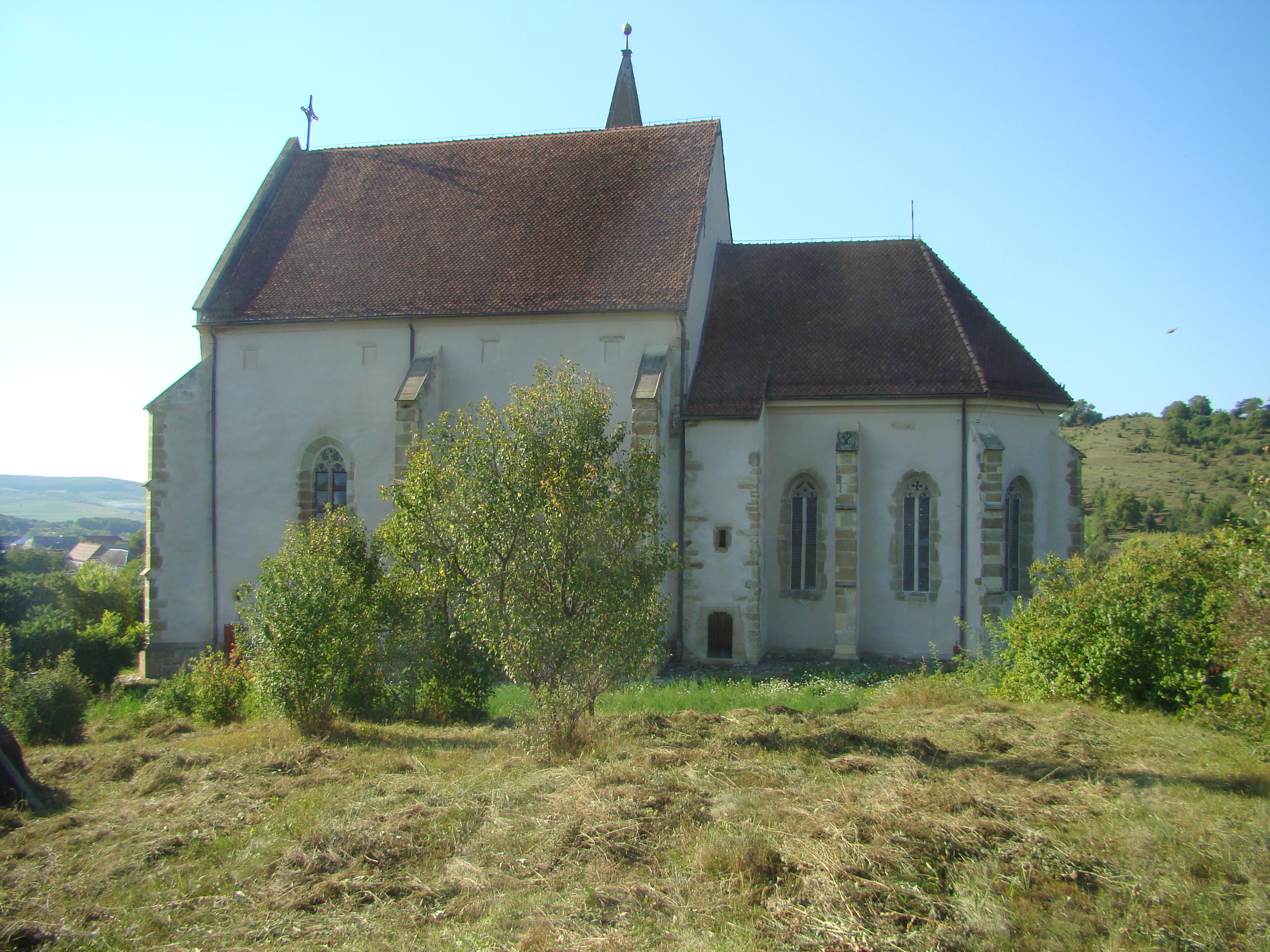
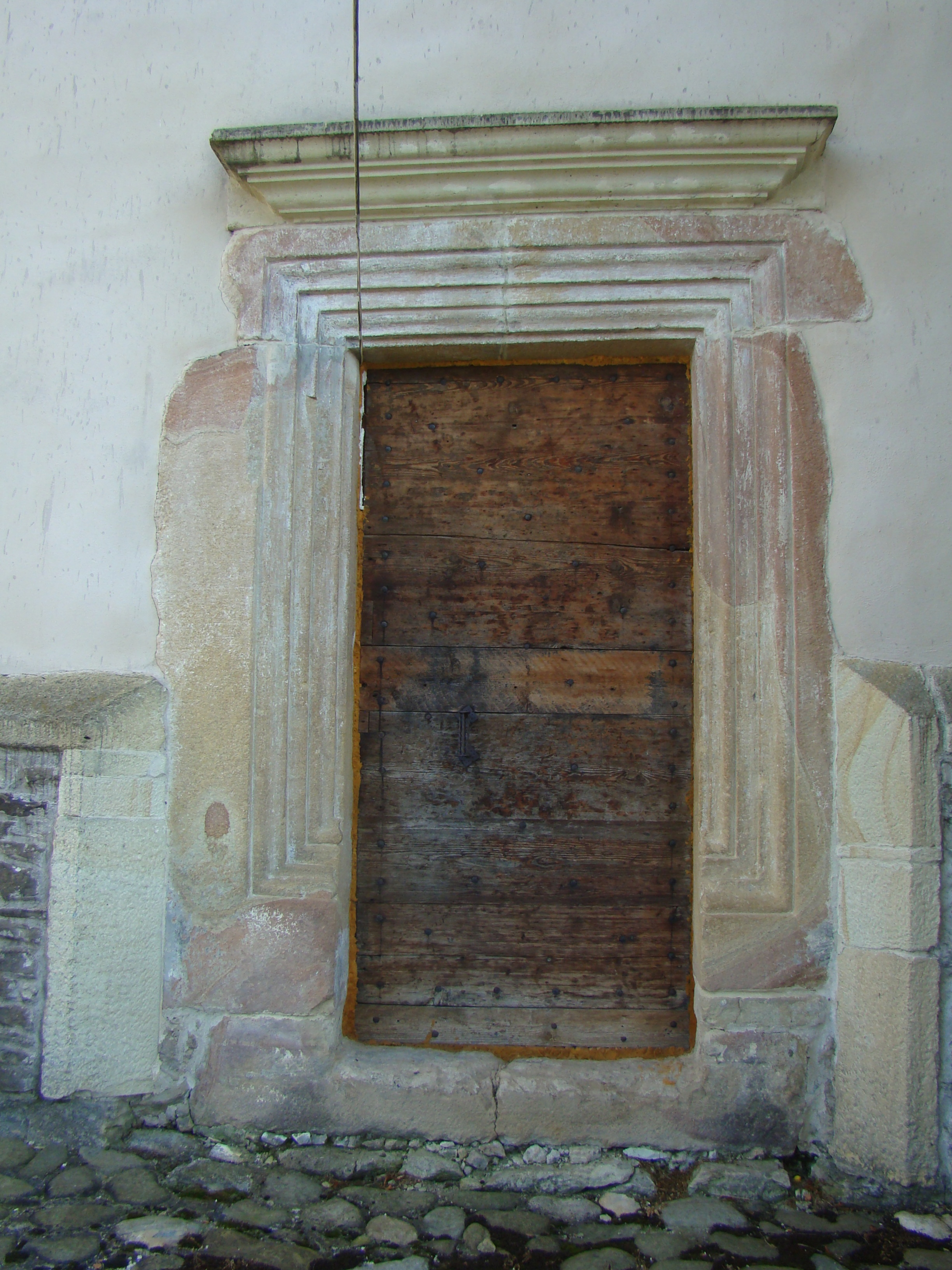
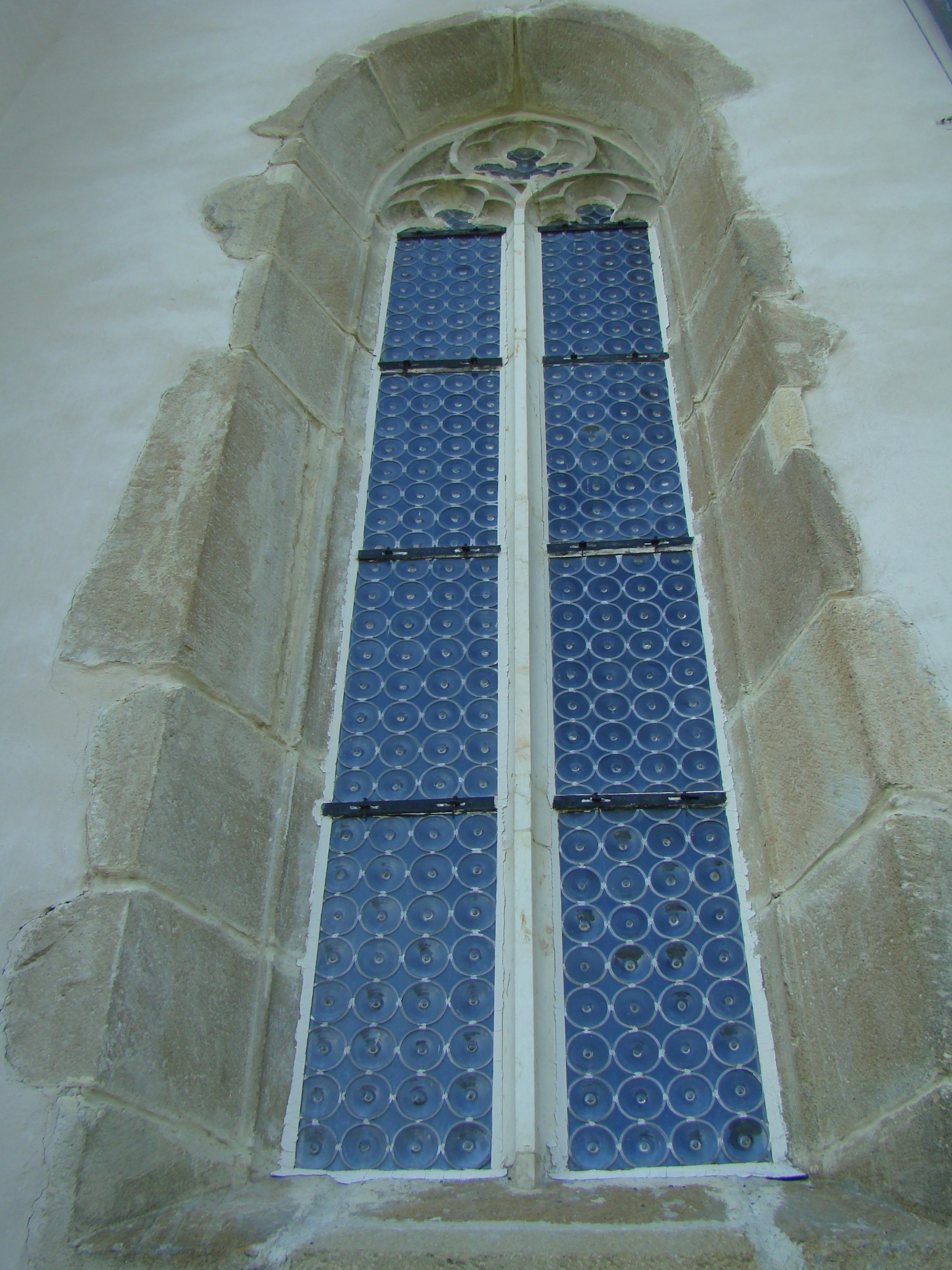
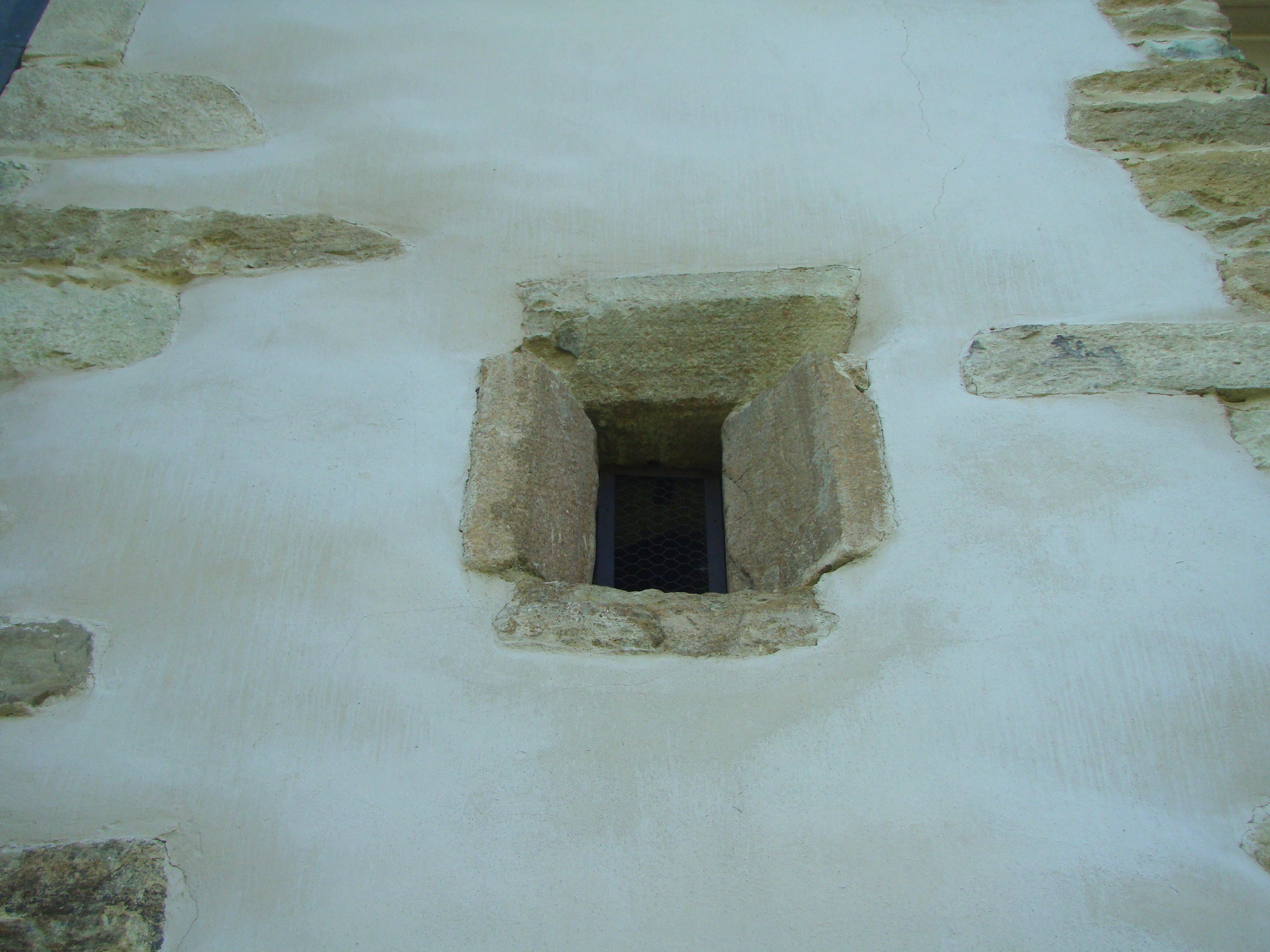
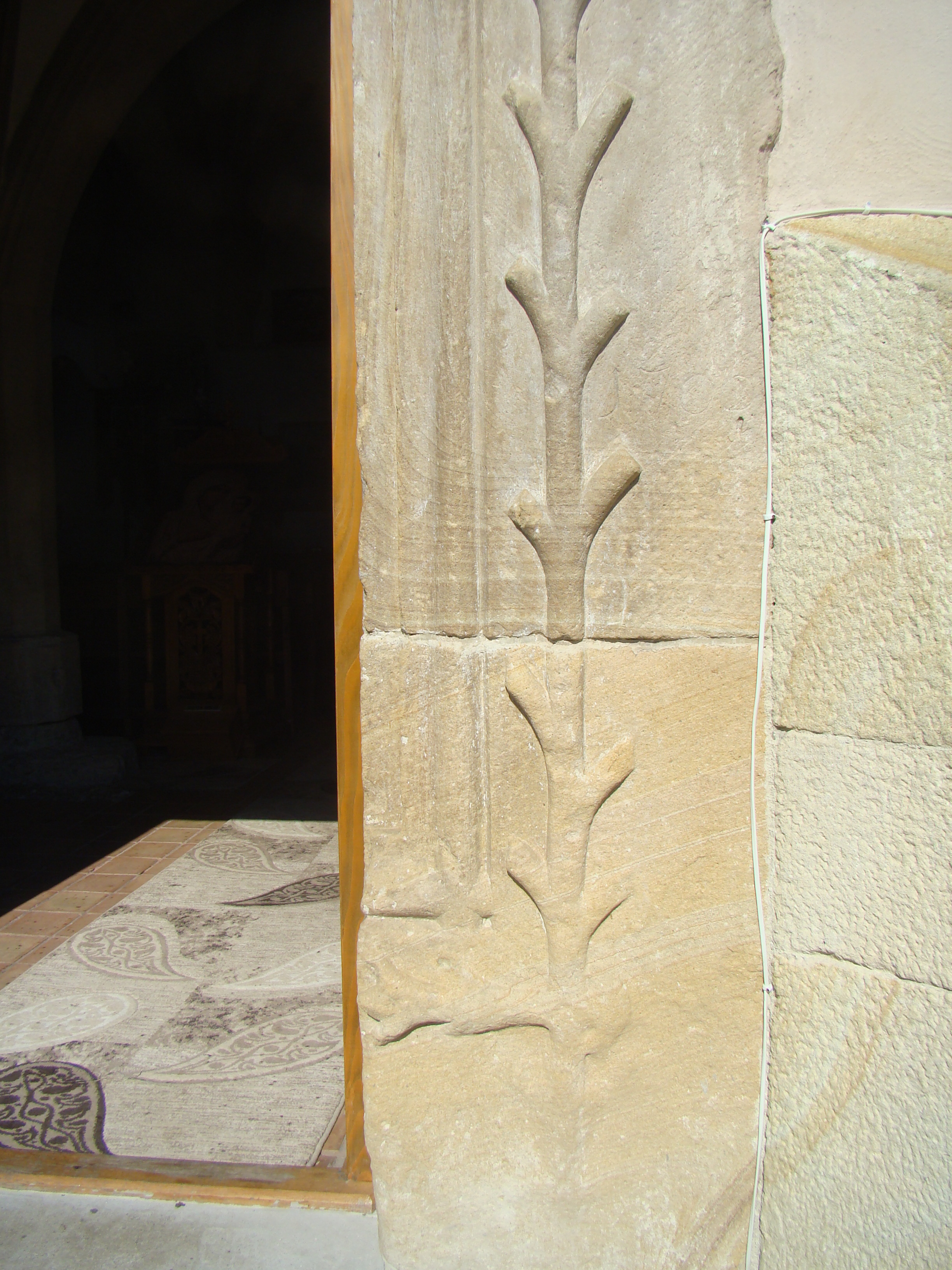
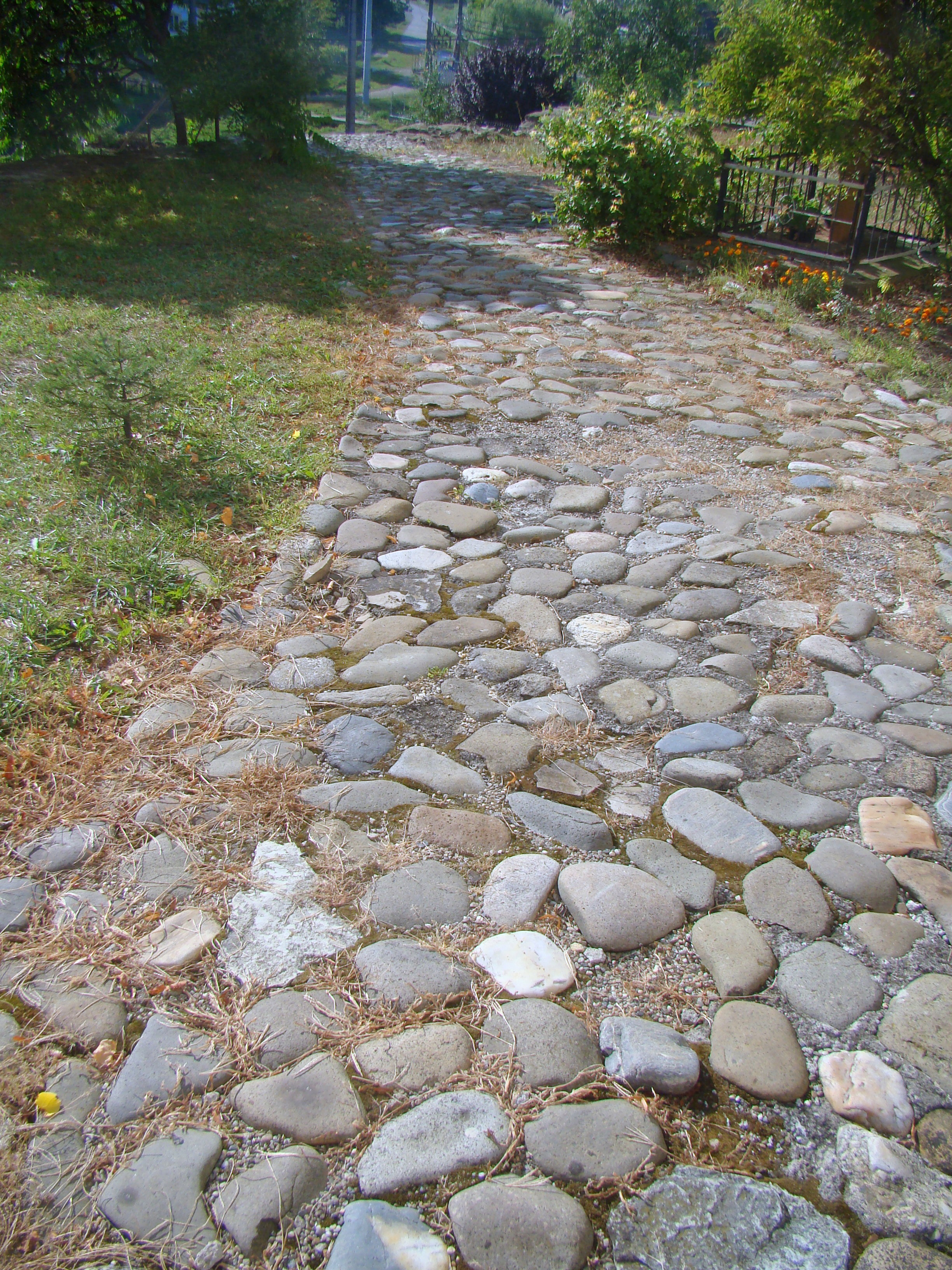

## Imagini din interior

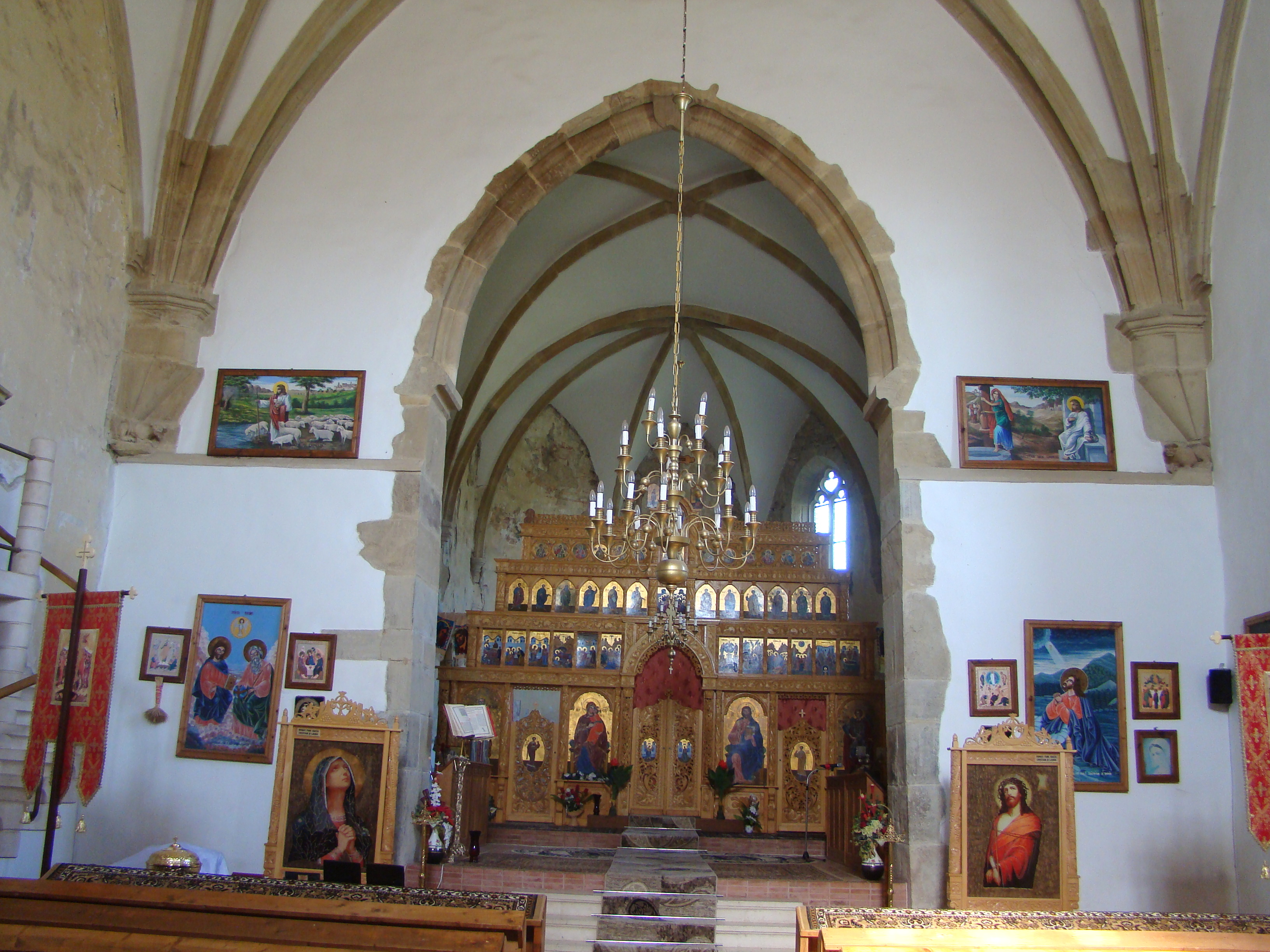
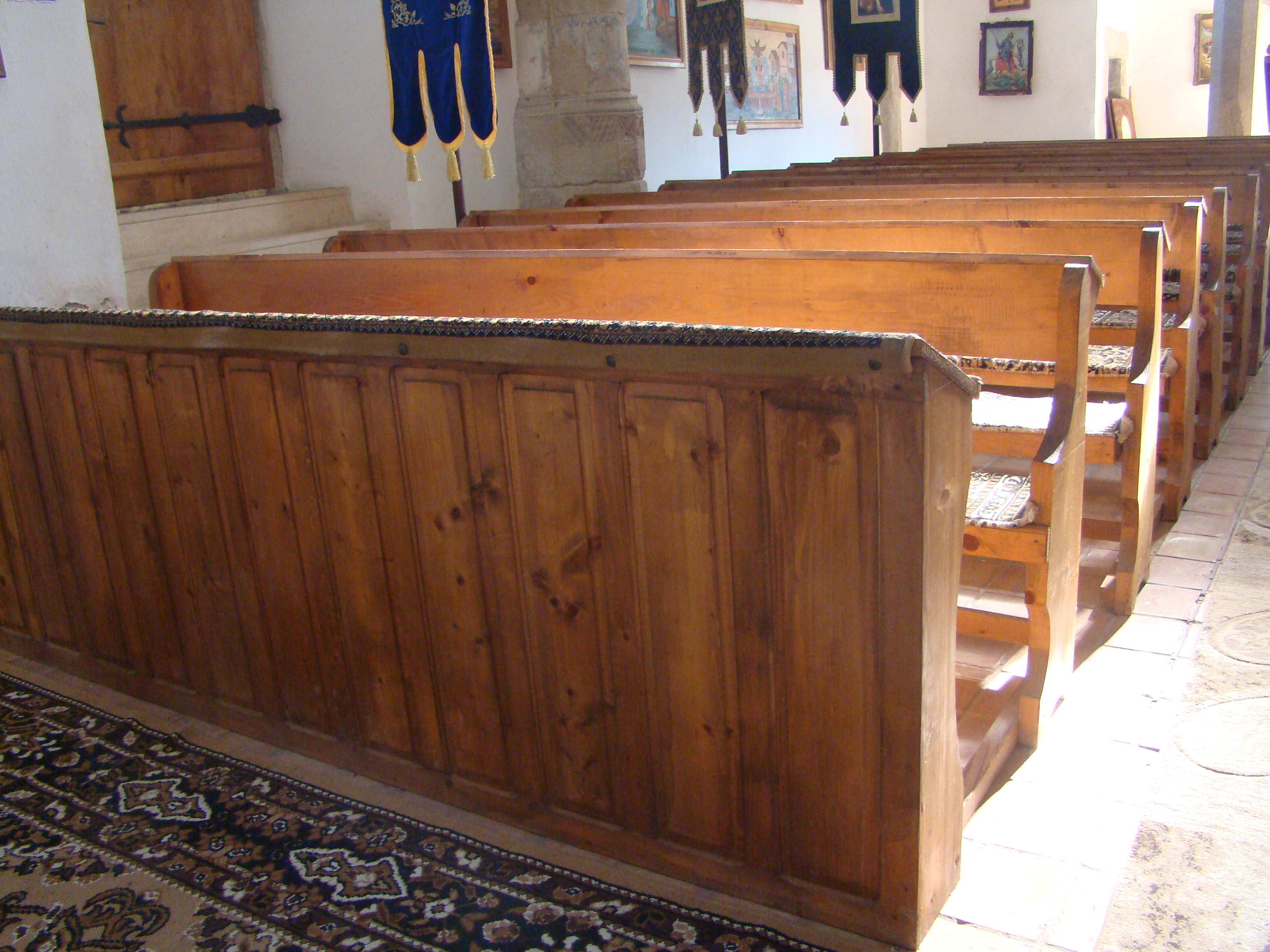
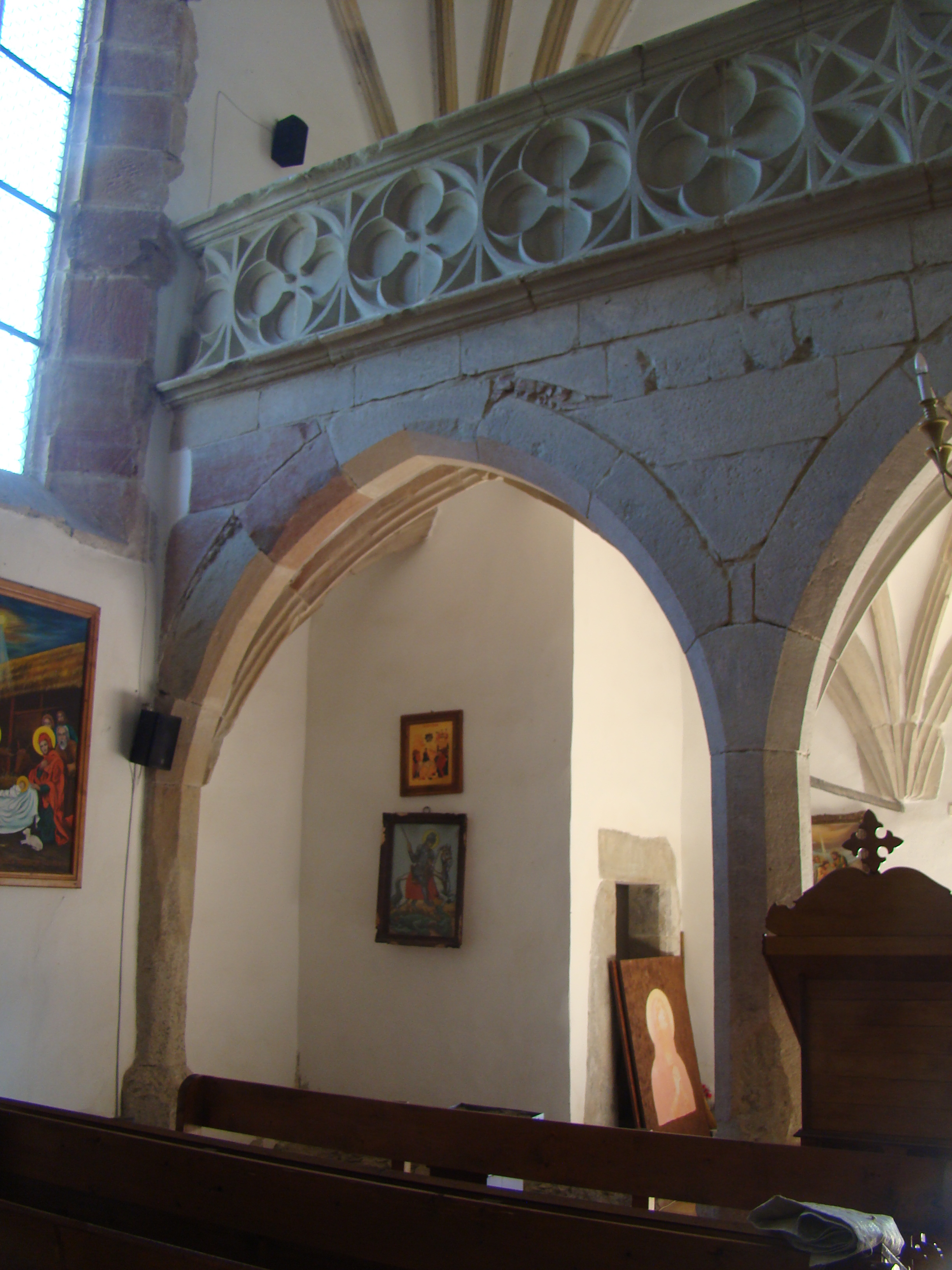
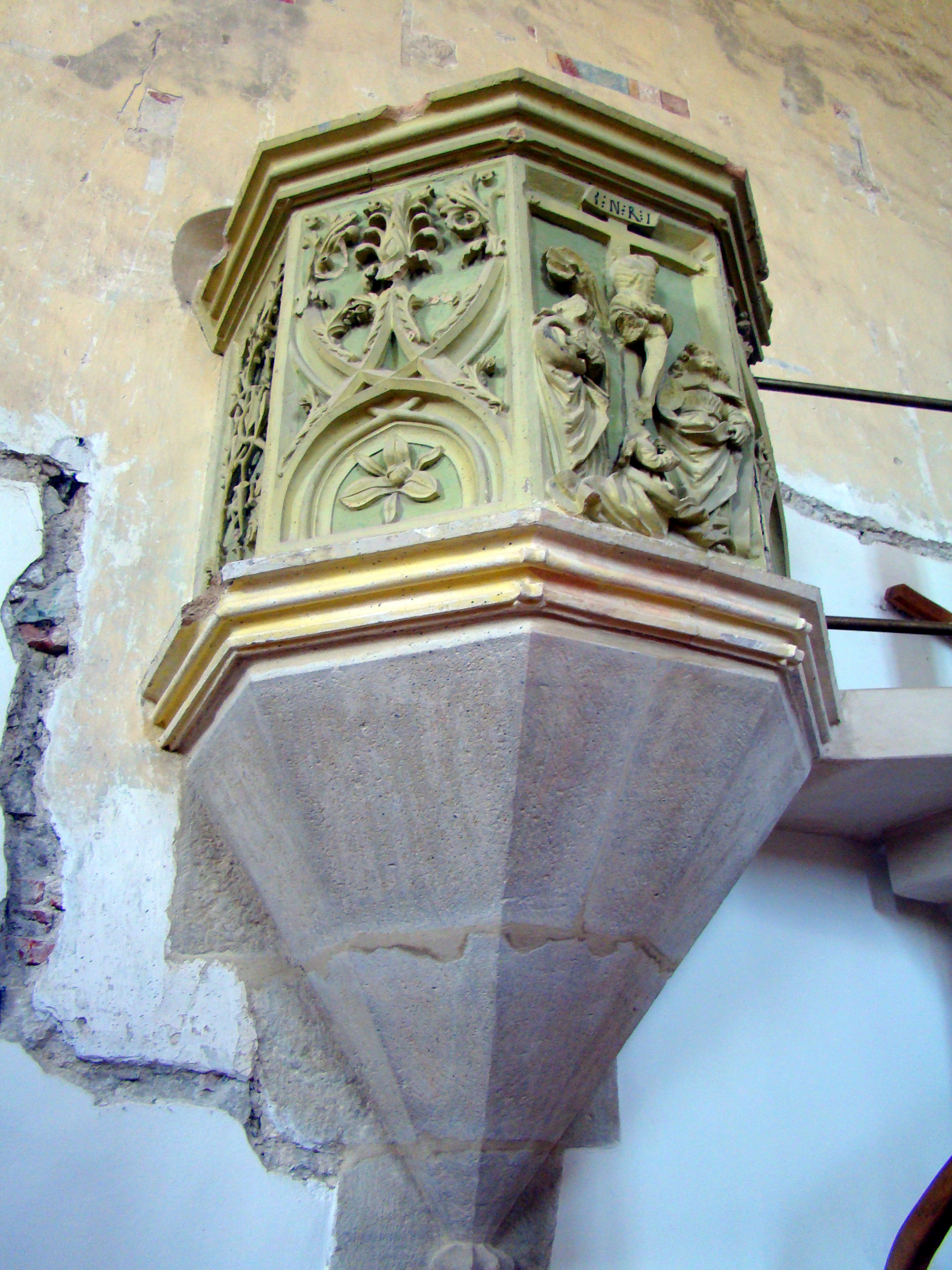
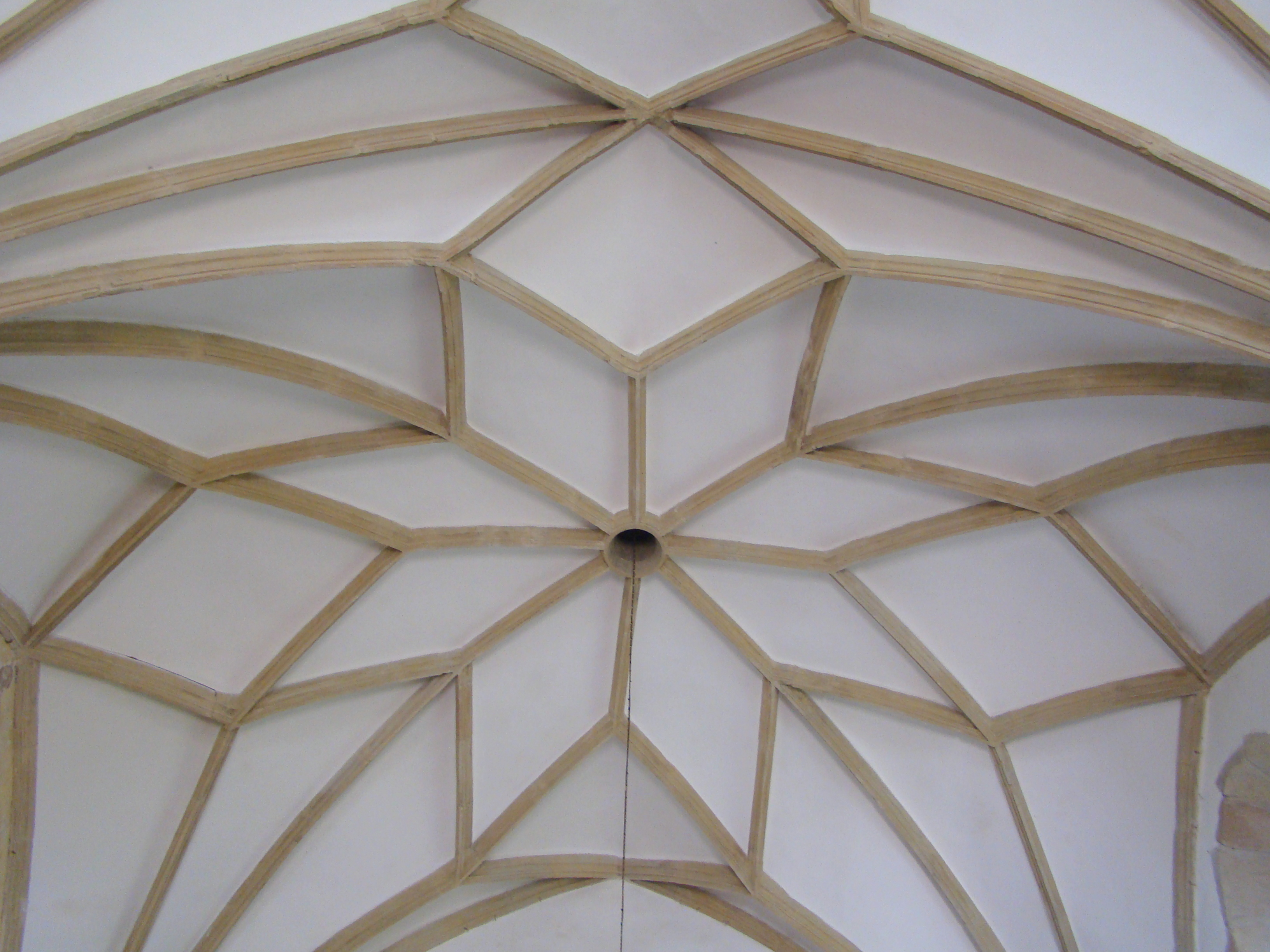
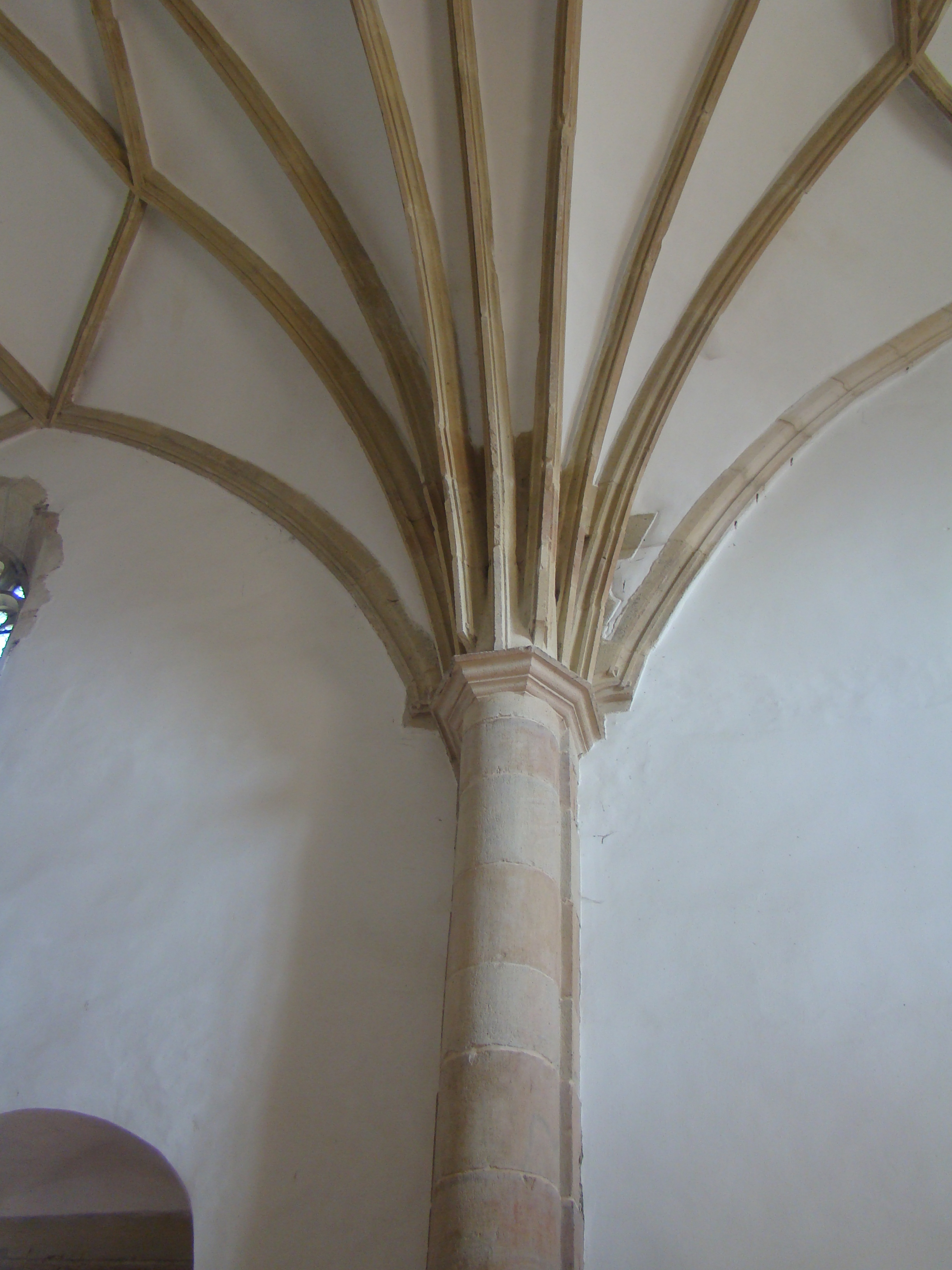
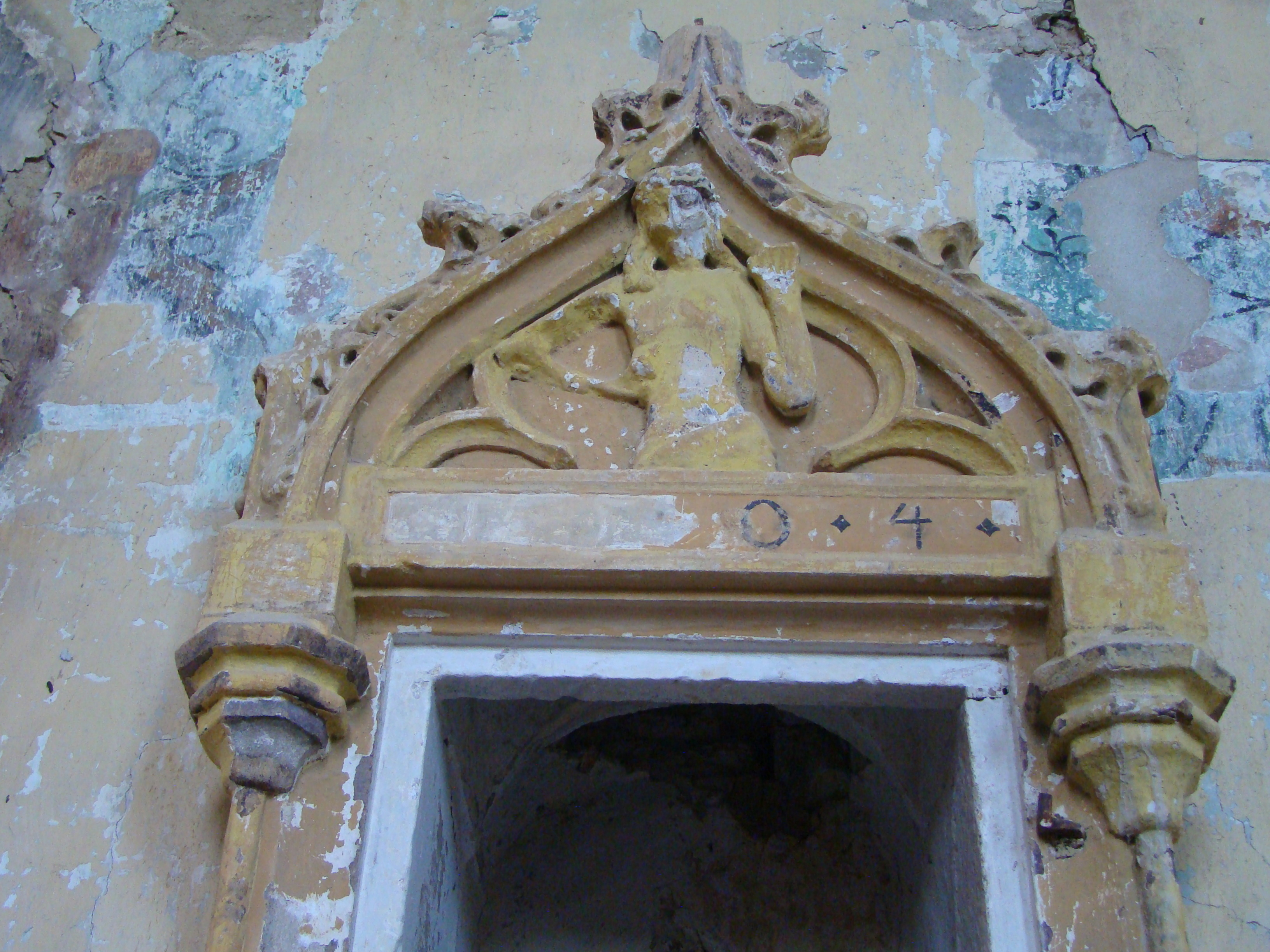
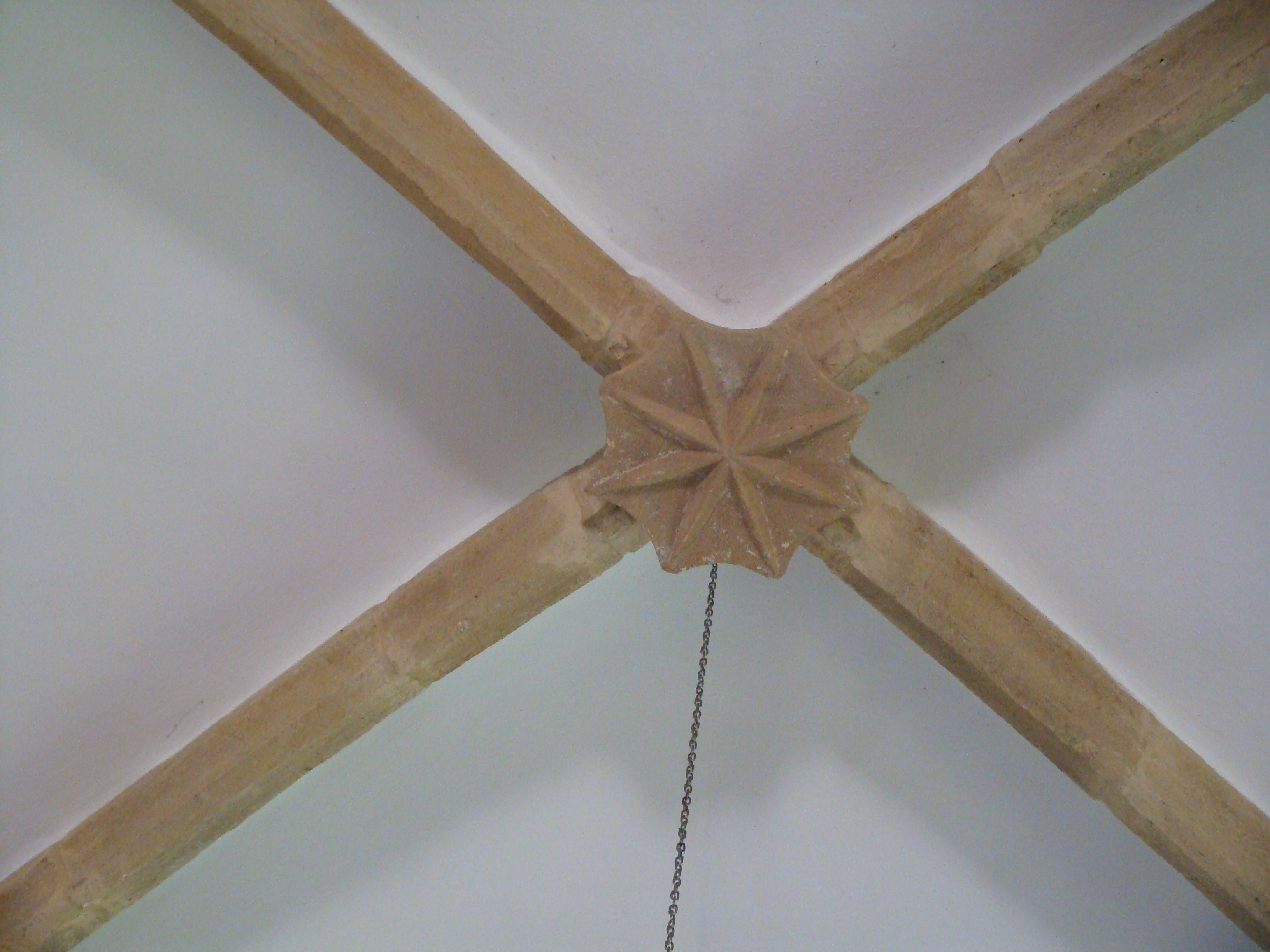
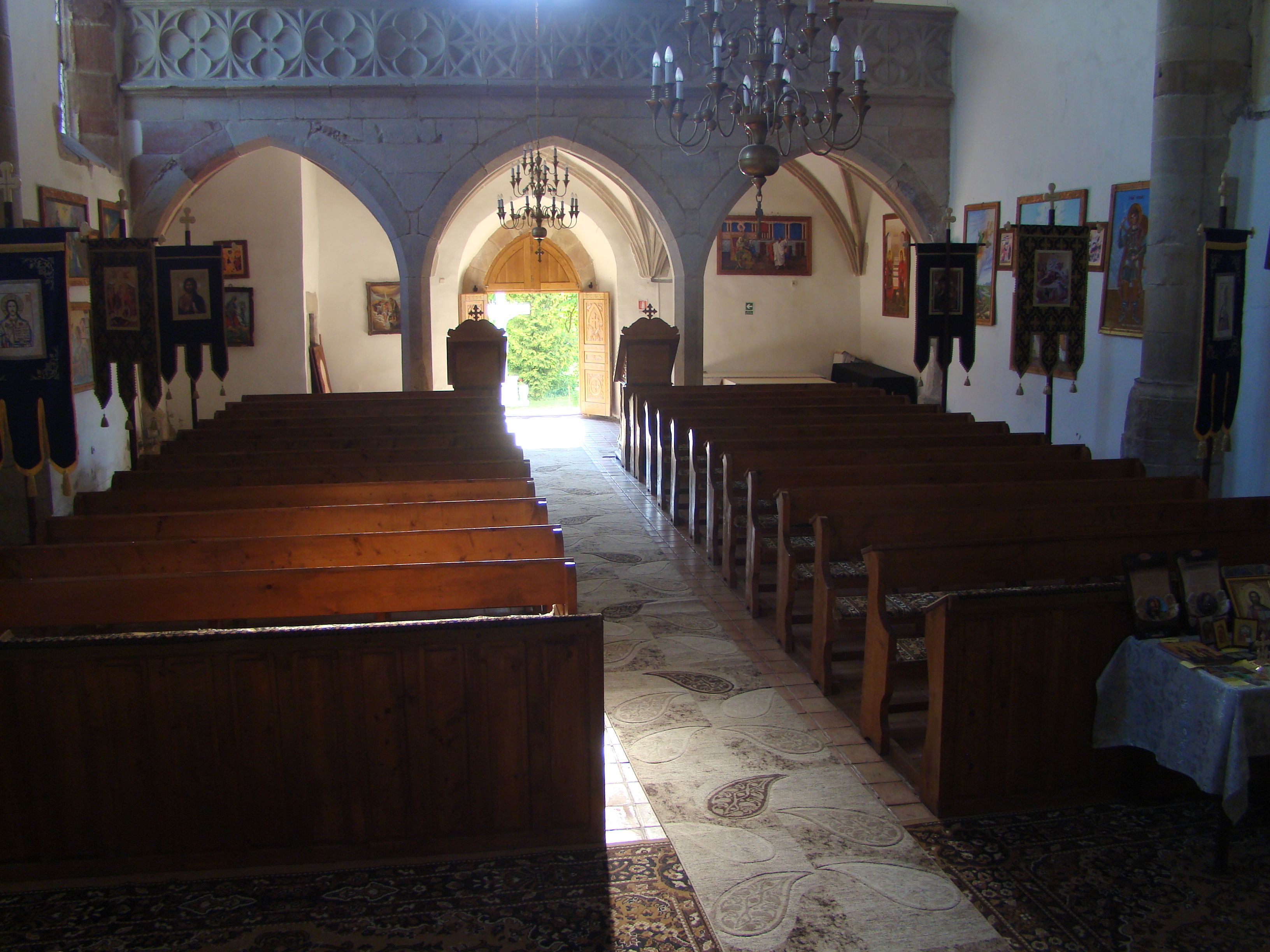
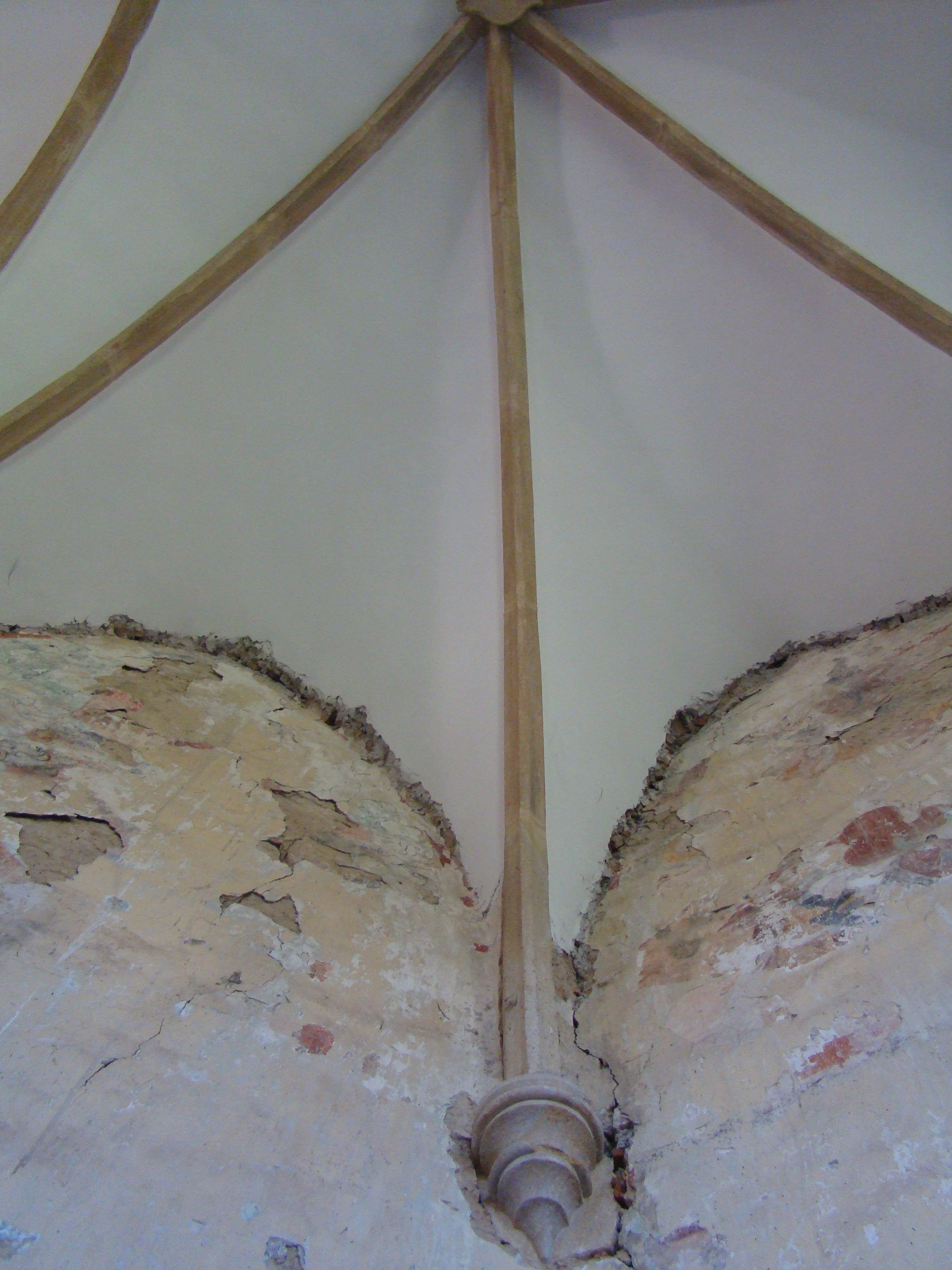
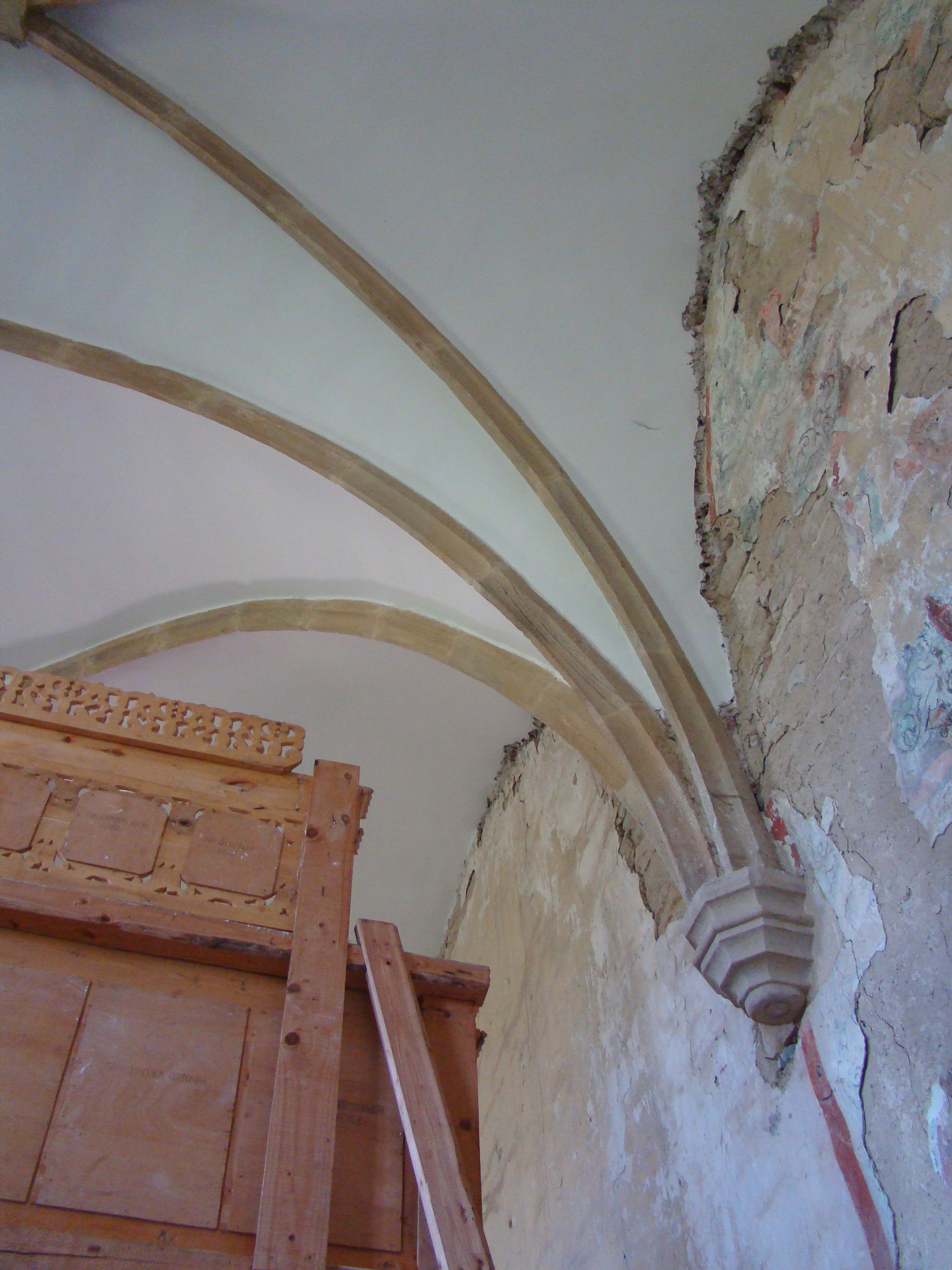
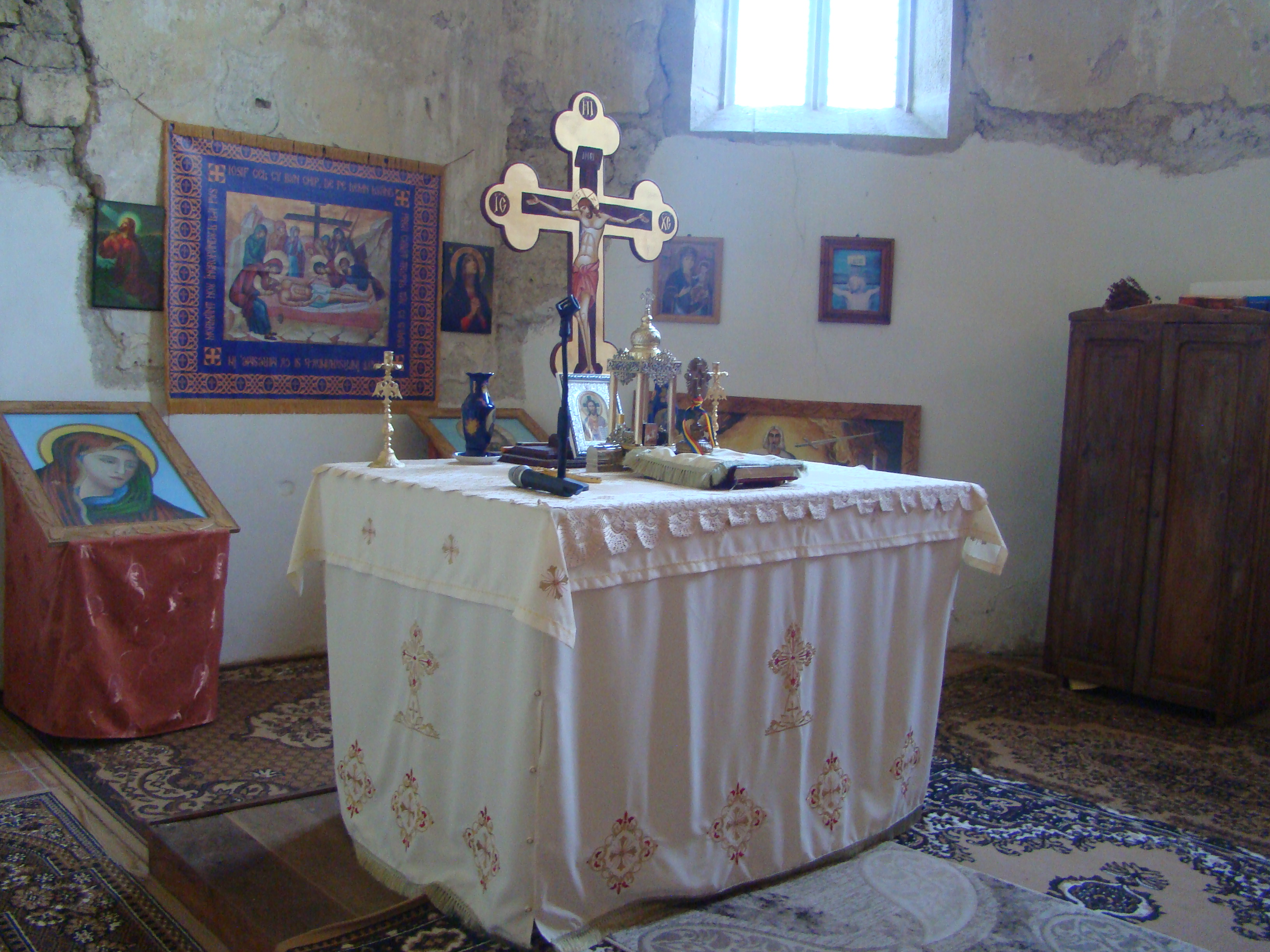
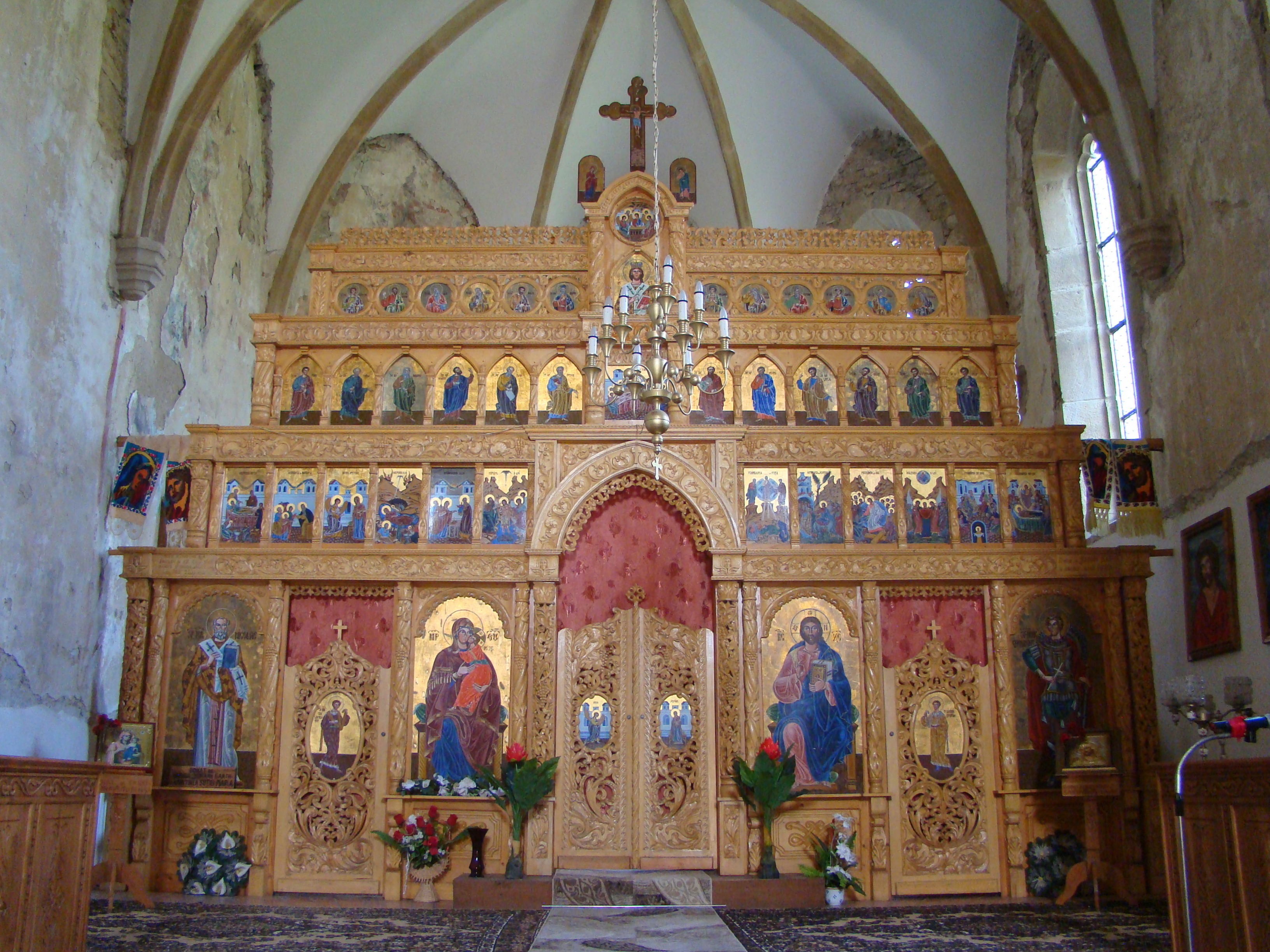
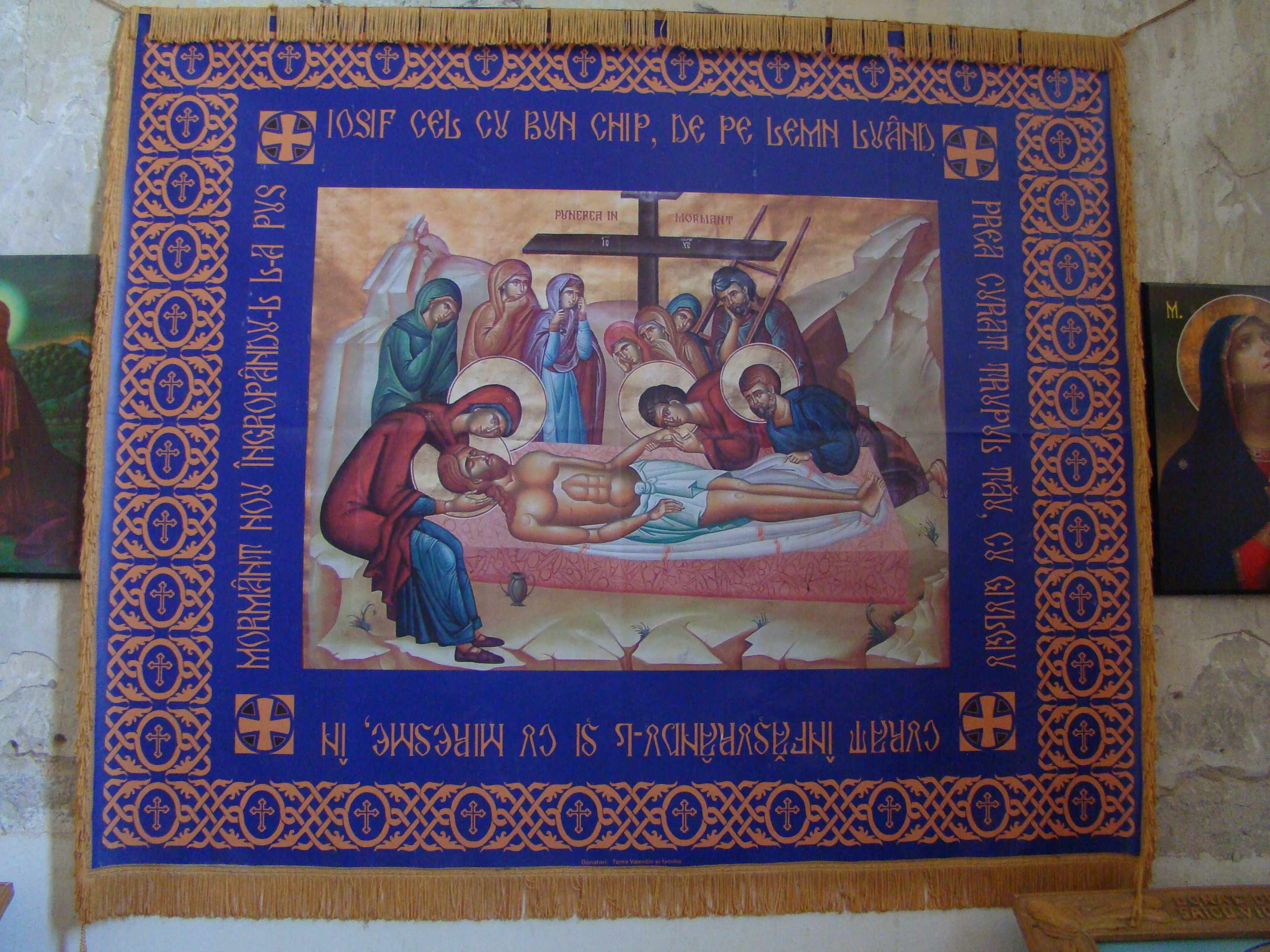
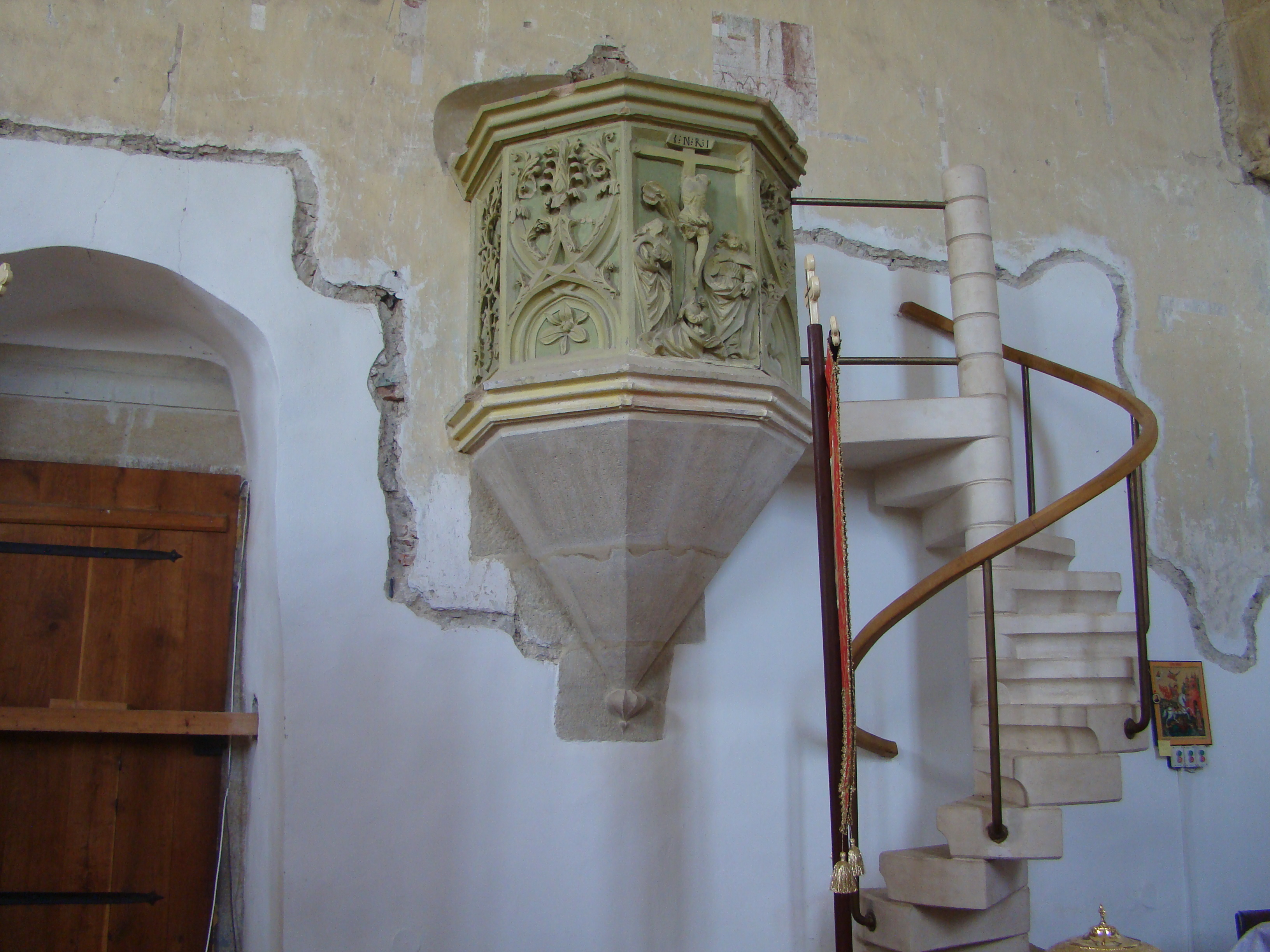
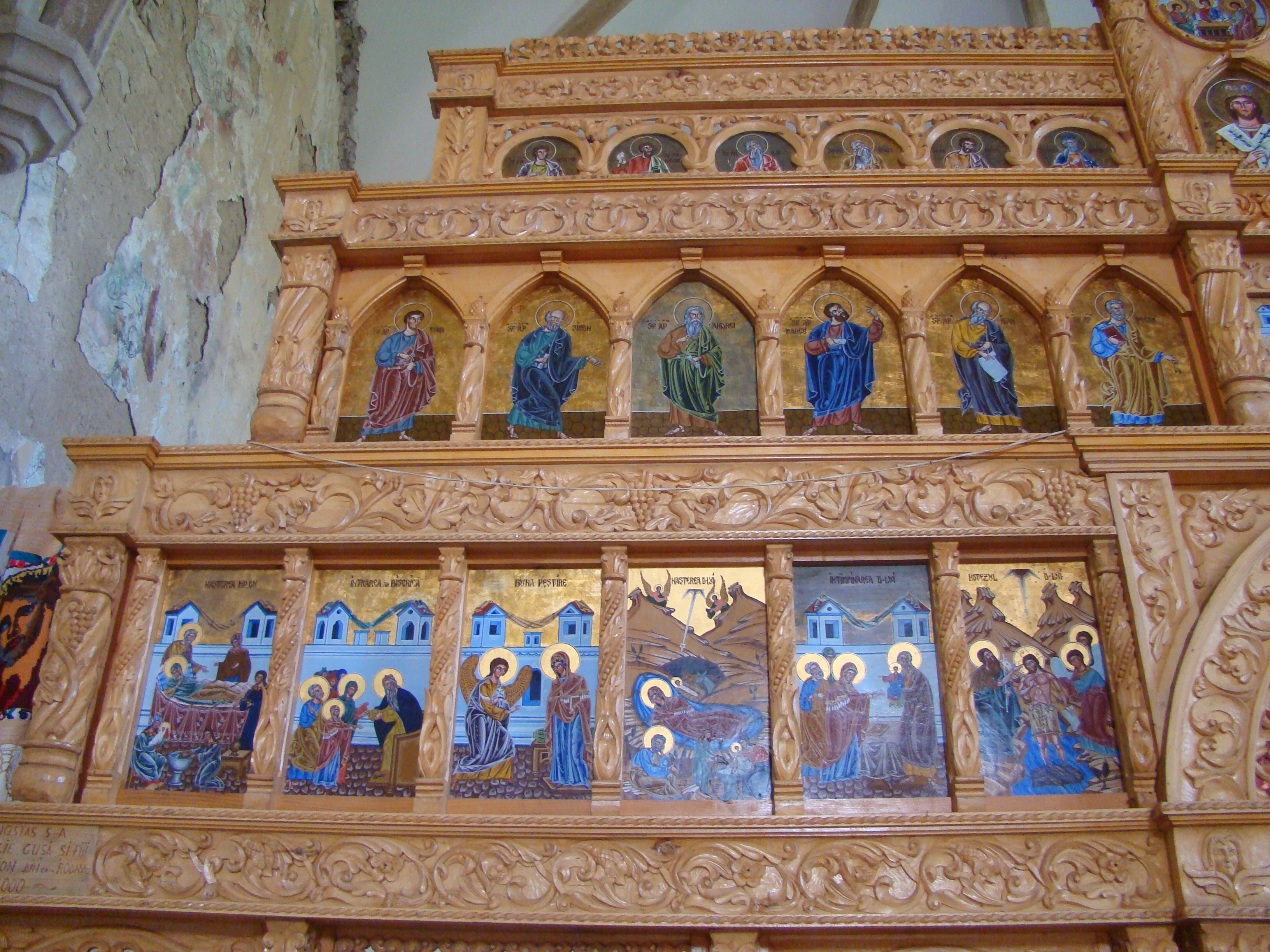
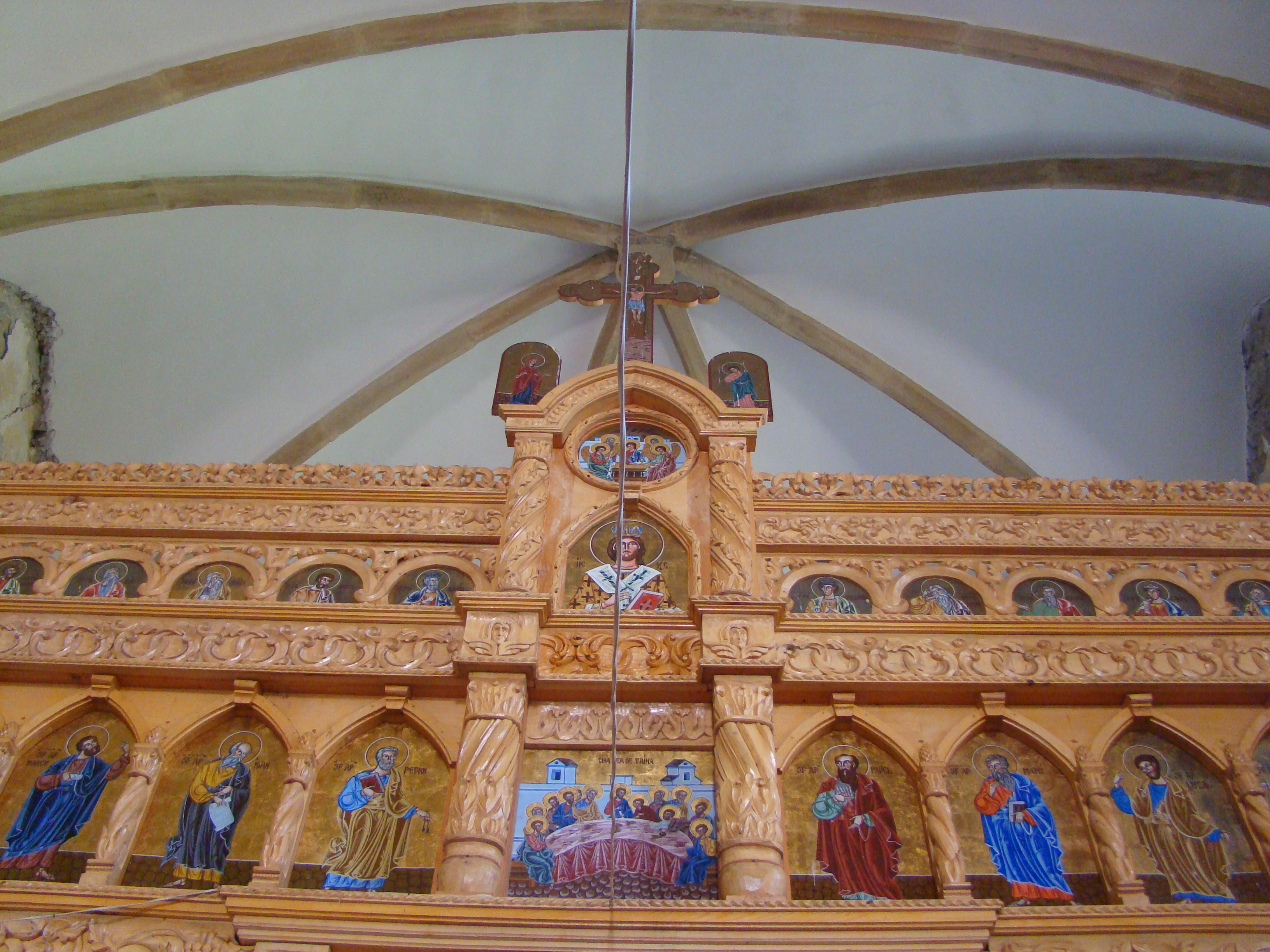
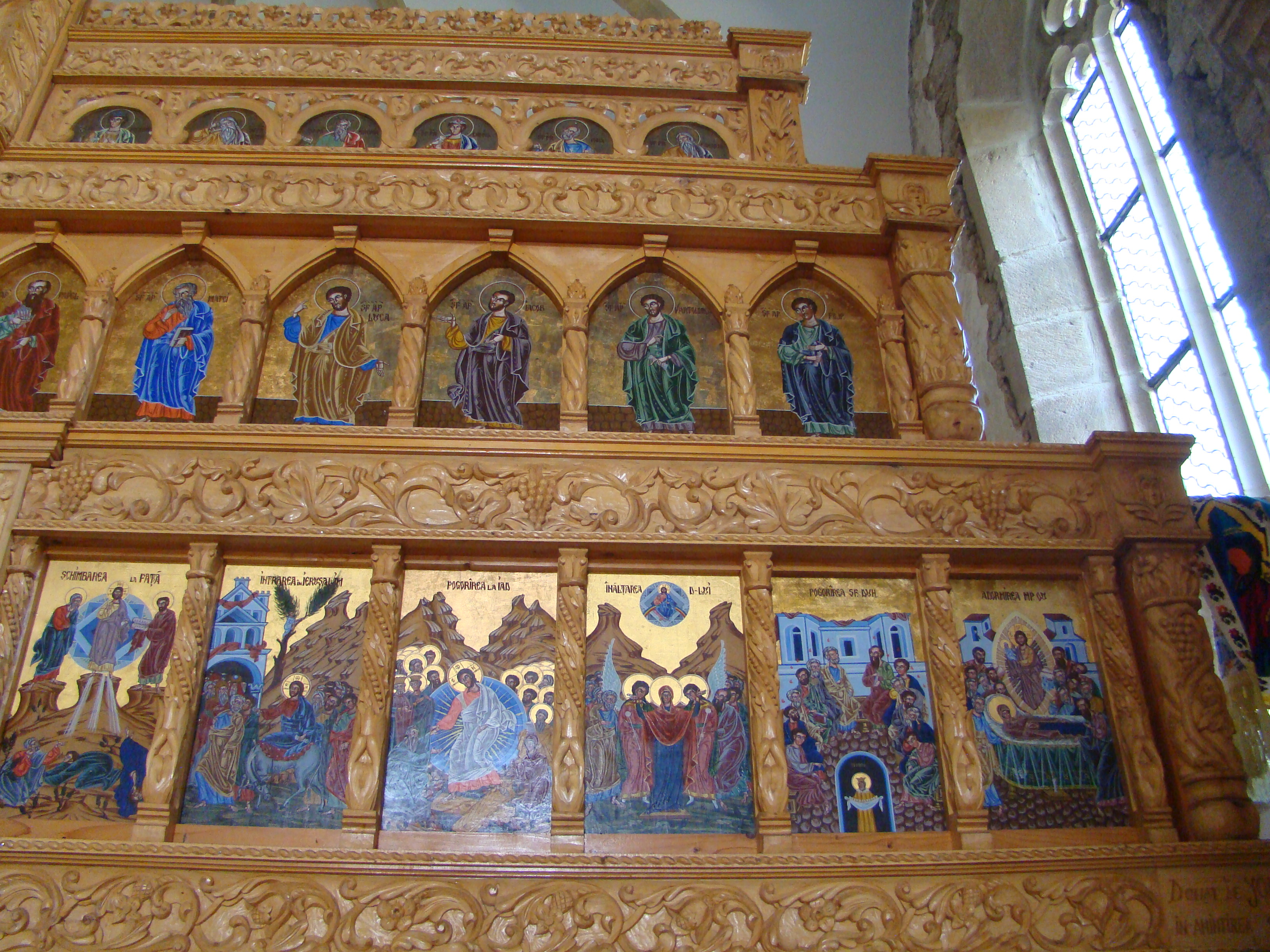
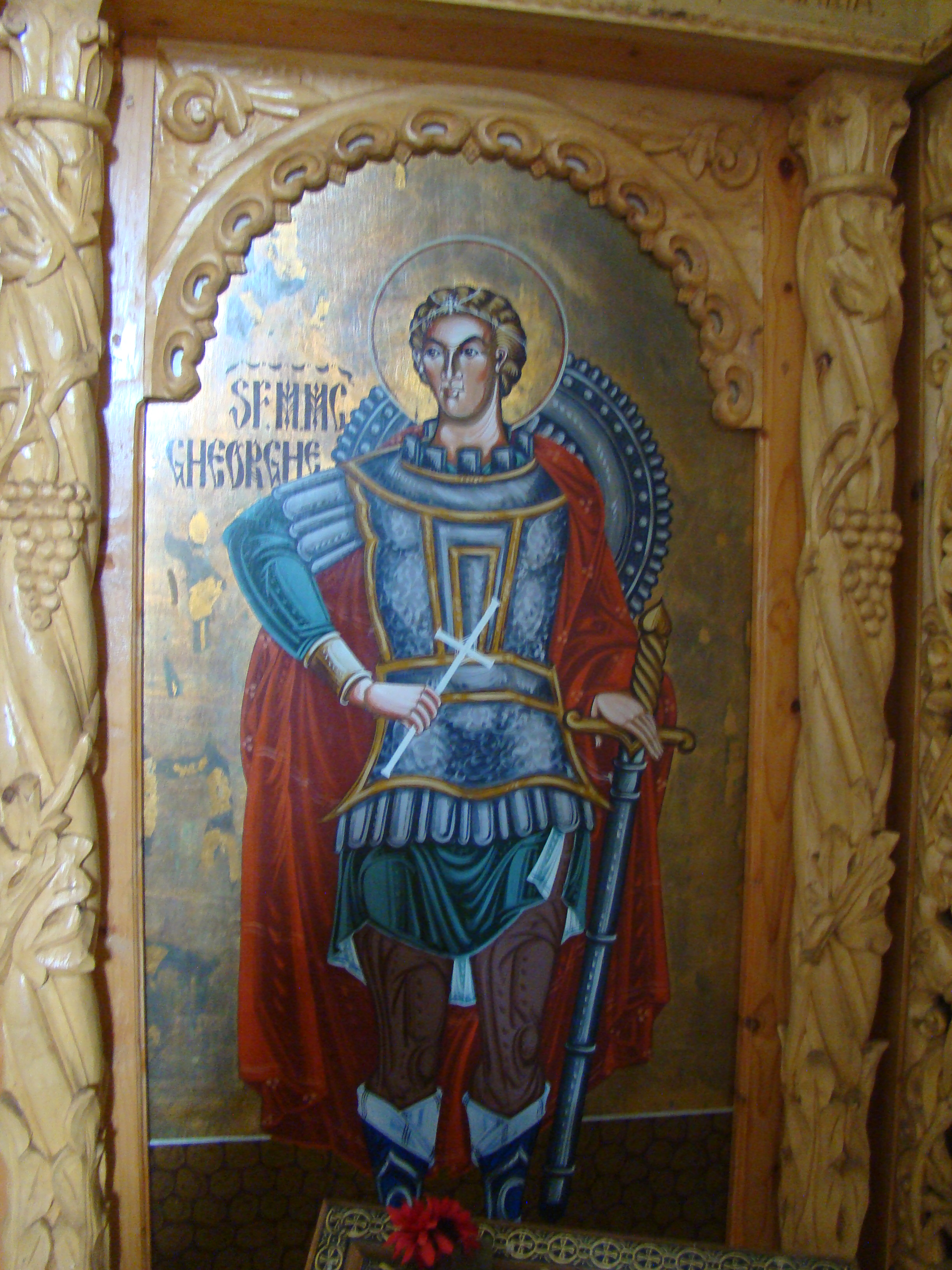
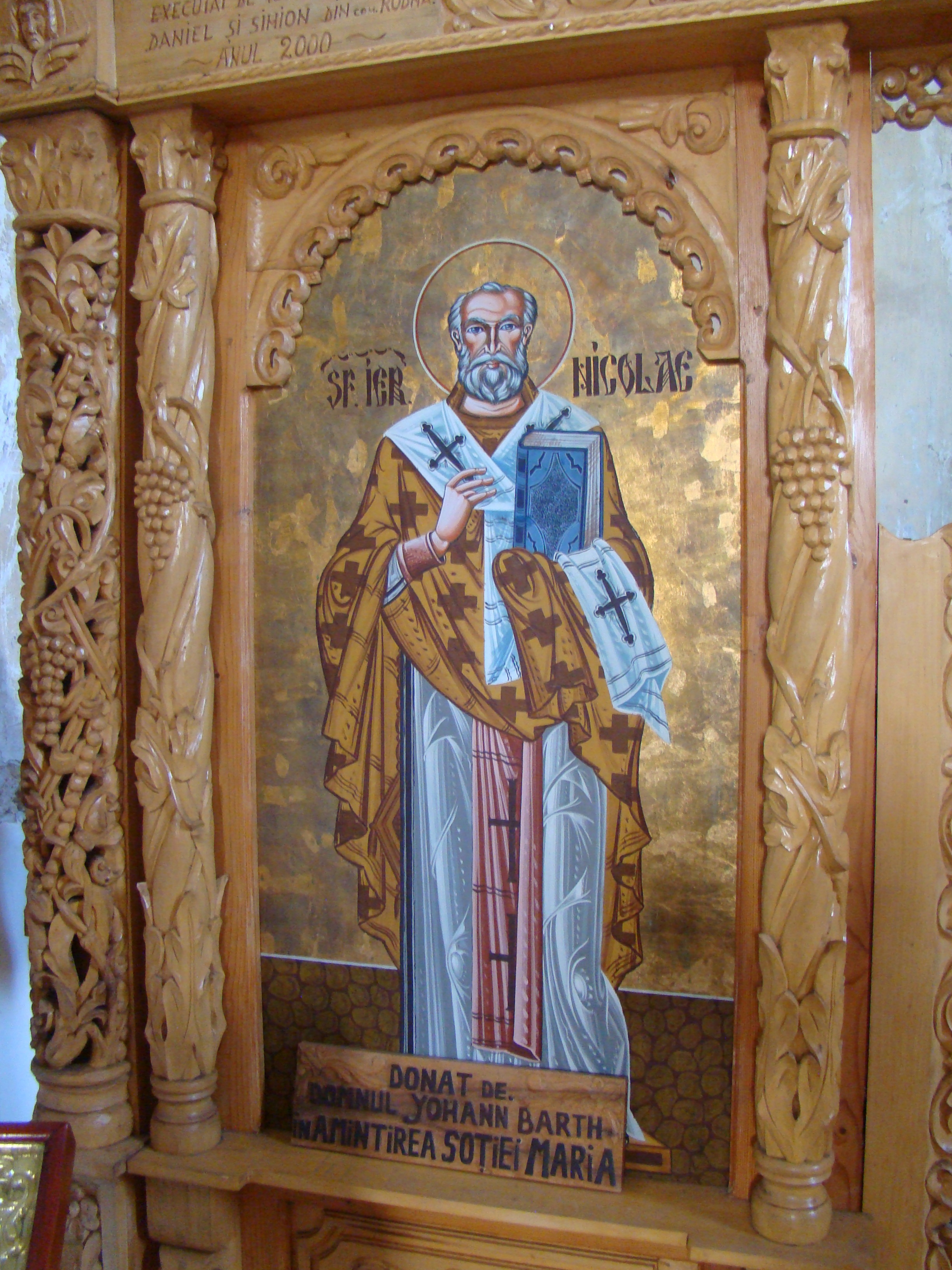